# 美国海军陆战队军事单位与编制
美國海軍陸戰隊（簡寫USMC）與美國海軍同樣歸美國國防部下轄的美國海軍部指揮。海軍陸戰隊由四個主要部份組成：海軍陸戰隊司令部，作戰部隊，輔助後勤單位及海軍陸戰隊預備部隊組成。
作戰部隊可進一步細分成三類：
- 隸屬於聯合作戰司令部的海軍陸戰隊
  -  陸戰隊部隊司令部（英语：United States Marine Corps Forces Command）（轄第2遠征軍 ）[5]
  -  太平洋陸戰隊司令部（轄第1遠征軍及第3遠征軍）[6][7]
- 海軍陸戰隊保安團（英语：Marine Corps Security Force Regiment）（守衛海軍基地）[8][9]
- 使館警衛隊（MCESG，負責國務院駐外使館安全）[4]。

輔助後勤單位包括海軍陸戰隊軍營、航空基地、設施等。

## 海軍陸戰隊司令部
海軍陸戰隊司令部位於海軍部底下，且直接受海軍部部長指揮。司令部位於弗吉尼亚州阿灵顿郡。海軍陸戰隊司令部由美國海軍陸戰隊司令，美國海軍陸戰隊副司令，及其他各種部門所組成。目前有202,100名現役軍人以及39,600名預備軍人，是美國國防部底下規模最小的武裝力量。

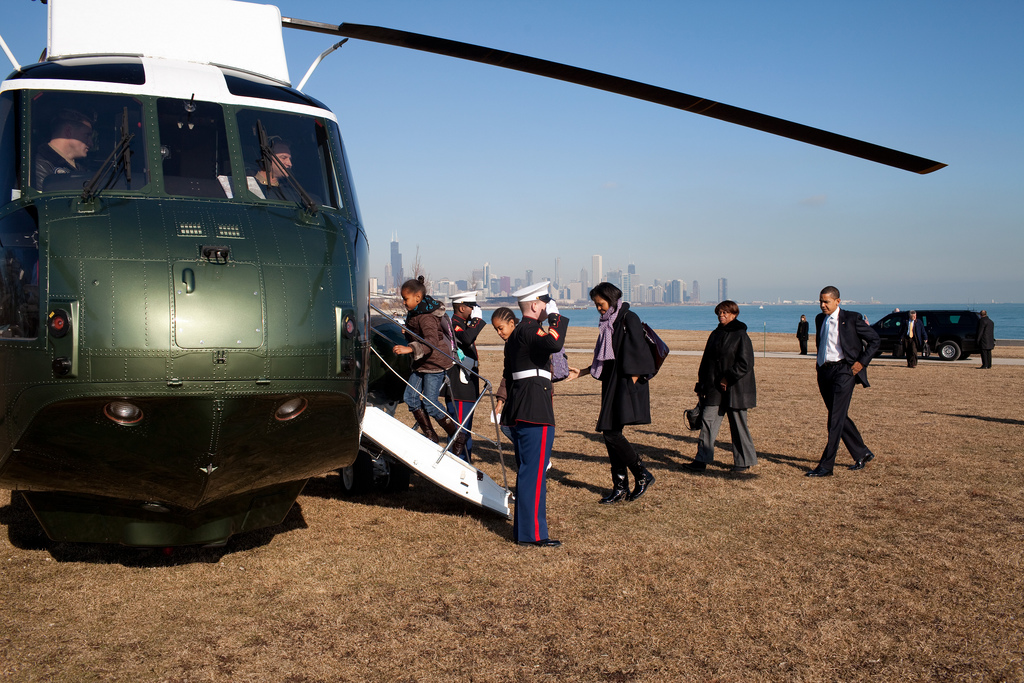
美國總統奧巴馬和第一夫人蜜雪兒·歐巴馬正準備登上海軍陸戰隊一號直升機

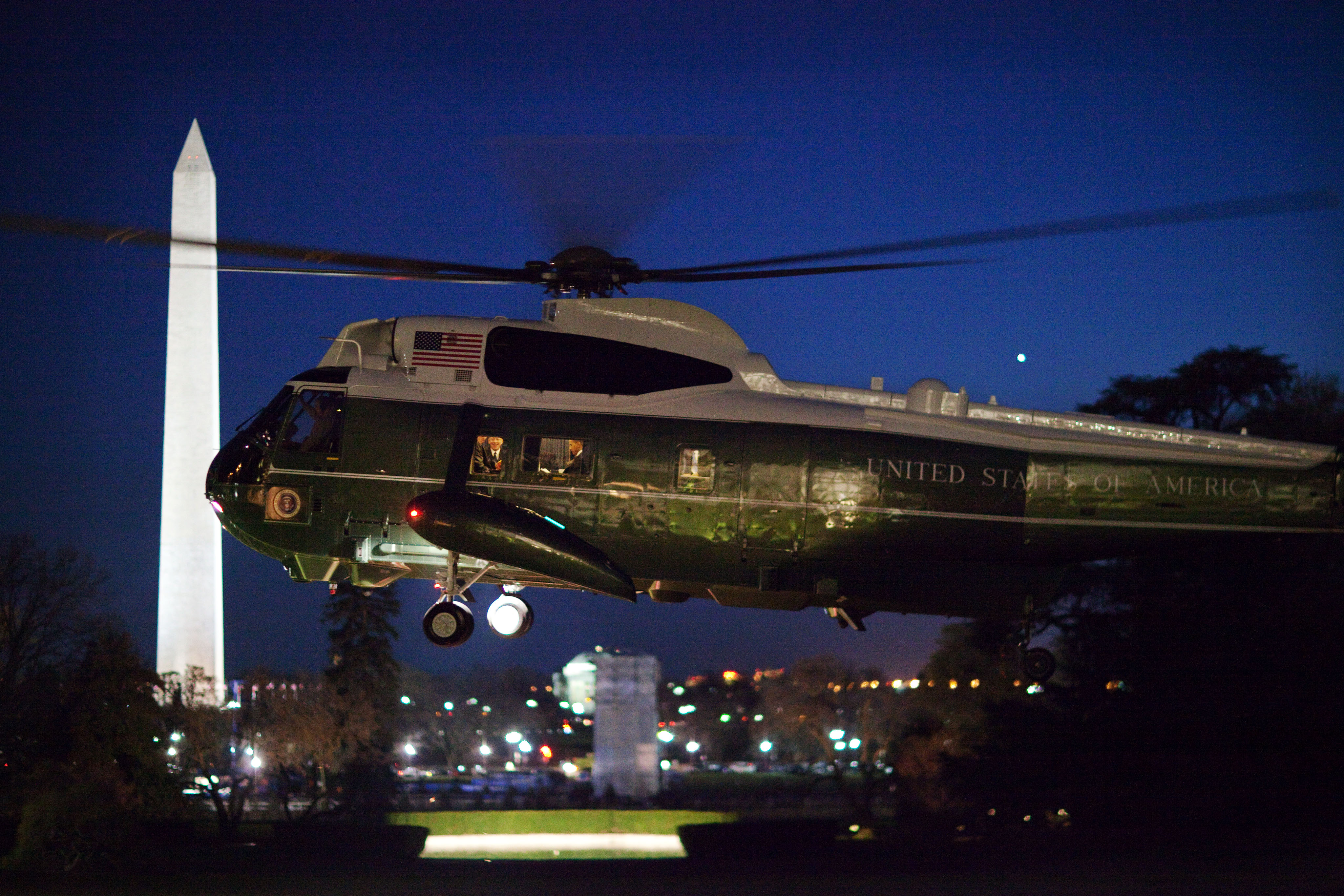
美國總統奧巴馬從白宮搭乘海軍陸戰隊一號直升機飛往安德魯斯空軍基地

最高階的海軍陸戰隊軍官是美國海軍陸戰隊司令，同時也是參謀長聯席會議的成員。海軍陸戰隊司令負責組織，招募，訓練和裝備海軍陸戰隊，並向总统、国防部长和海军部长提供涉及海军陆战队相关事务的建议。在海军部长的领导下，海军陆战队司令對聯合作戰司令部有關海軍陸戰隊的人事和資源分配，以及美國法典第10編第5043節所規定的各項職責。海军陆战队司令是一个行政职务，对美国海军陆战队没有作战指挥权。
- 行政及資源管理（Administration and Resource Management）[15]

- 海軍陸戰隊副司令（Assistant Commandant of the Marine Corps）[16]

- 海軍陸戰隊牧師（Chaplain of the Marine Corps）[17]

- 海軍陸戰隊司令（Commandant of the Marine Corps）[18]

- 法律顧問（Counsel for the Commandant）[19]

- 海軍陸戰隊參謀主任（DIRECTOR OF THE MARINE CORPS STAFF）[20]

- 公共事務處（Division of Public Affairs）[21]

- 司令部營（Headquarters and Service Battalion）[22]

- 醫療隊（英语：Medical Corps (United States Navy)）（Health Services）[23]

- 海軍陸戰隊第一直升機中隊（英语：HMX-1）（Marine Helicopter Squadron One，HMX-1）[24]：負責載送美國總統、副總統、政府要員、及其他貴賓。負責運送美國總統的直升機稱為海軍陸戰隊一號（MARINE ONE）[25]。

- 人力資源與組織管理（Human Resources and Organizational Management）[26]

- 監察長（Inspector General of the Marine Corps）[27]

- 設施及後勤（Installations and Logistics）[28]

- 情報署（英语：Marine Corps Intelligence Command）（Intelligence Department）[29]

- 海軍陸戰隊航空兵（Aviation）[30]

- 海軍陸戰隊遠征能源辦公室（Marine Corps Expeditionary Energy Office）[31]

- 奧爾巴尼海軍陸戰隊後勤基地（Marine Corps Logistics Base Albany）[32]

- 巴斯托海軍陸戰隊後勤基地（Marine Corps Logistics Base Barstow）[33]

- 海軍陸戰隊作戰測試評估處（英语：Marine Corps Operational Test and Evaluation Activity）（Marine Corps Operational Test & Evaluation Activity，MCOTEA）[34]

- Navy and Marine Corps Appellate Leave Activity[35]

- 法制辦（Office of Legislative Affairs）[36]

- 計劃，政策及作戰（Plans, Policies & Operations，PP&O）[37]

- 計劃和資源（Programs and Resources）[38]

- 安全部門（CMC Safety Division）[39]

- 海軍陸戰隊士官長（Sergeant Major of the Marine Corps）[40]

- 軍法官（英语：United States Marine Corps Judge Advocate Division）（Staff Judge Advocate to the Commandant）[41]

- 美國海軍陸戰隊資訊自由法案（USMC Freedom of Information Act）[42]

## 空地特遣隊（MAGTF）的組成
現在海軍陸戰隊作戰部隊部署的基本框架是空地特遣隊（MAGTF），可以隨任務需求、威脅及戰場環境不同，靈活的調整其組織及規模。一個空地特遣隊（MAGTF）是由四個要素所組成：指揮機構（CE），地面戰鬥部隊（GCE），空中戰鬥部隊（ACE），及後勤支援部隊（LCE）。除了海軍陸戰遠征軍以外，其餘空地特遣隊是臨時組成的任務性組織，非永久存在。
空地特遣隊重要組織特性為擴張性，可以獨立運作或是加入其他兵力而成為更大的部隊，例如空地特遣隊在索馬利亞的作戰任務，美軍一開始部署遠征隊（MEU）的部隊奪取機場、港口，最後以遠征旅（MEB）提供安全及人道救援等任務。另外在任務或作戰環境的不同，也可彈性的對組織結構加以調整。例如沙漠作戰中，會增加大量的裝甲單位；而山地作戰則否。在歐洲戰場中，則有大量的固定翼飛機和防空能力，以對付預期中的威脅；叢林戰爭時，則會強調直升機、垂直／短場起降飛機。
空地特遣隊的規模由大到小可分為三類：
- 海軍陸戰遠征軍（MEF）約有46000-90000名陸戰隊員，具有60天的持續作戰能力。下轄陸戰師、飛行聯隊和後勤團，由中將指揮[46]。
- 海軍陸戰遠征旅（MEB）約有4000-16000名陸戰隊員，具有30天的持續作戰能力。下轄團級地面戰鬥部隊、航空作戰大隊和作戰後勤團，少將指揮[47]。
- 海軍陸戰遠征隊（MEU）約有2200名陸戰隊員，具有15天的持續作戰能力。登陸營、綜合飛行中隊和作戰後勤營，上校指揮[48]。

### 指揮機構（CE）

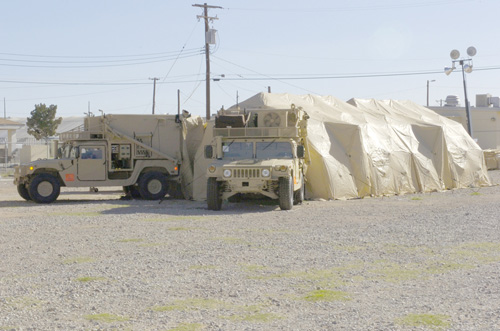
美國海軍陸戰隊作戰指揮中心

在美國海軍陸戰隊，指揮機構（CE）為空地特遣隊（MAGTF）的核心，負責整個空地特遣隊的指揮和控制，包含地面戰鬥部隊、航空作戰部隊、後勤支援部隊。在指揮官和參謀人員的領導下，對作戰、人道救援、補給等任務進行規劃、執行、評估等，並應付任何可能的威脅。也可以在聯合作戰任務部隊成立後，能從海上或岸上的作戰行動的指揮與掌握，使各部隊之協調合作能更加緊密。指揮機構下轄有數個專業單位：偵察、監視、通信、無線電偵察、電子戰、情報、反間諜和公共事務等，或額外加入下級指揮中心，如野戰砲兵指揮所、海軍建設團及陸軍戰術工兵單位等。
舉例來說，陸戰遠征隊（MEU）的指揮機構擁有約200名成員。除了上校指揮官及參謀人員外，另有專業單位提供直接行動、炮兵及近接空中支援的連絡及指引、偵察和監視、及通信和電子作戰能力。
指揮機構下屬的專業單位：

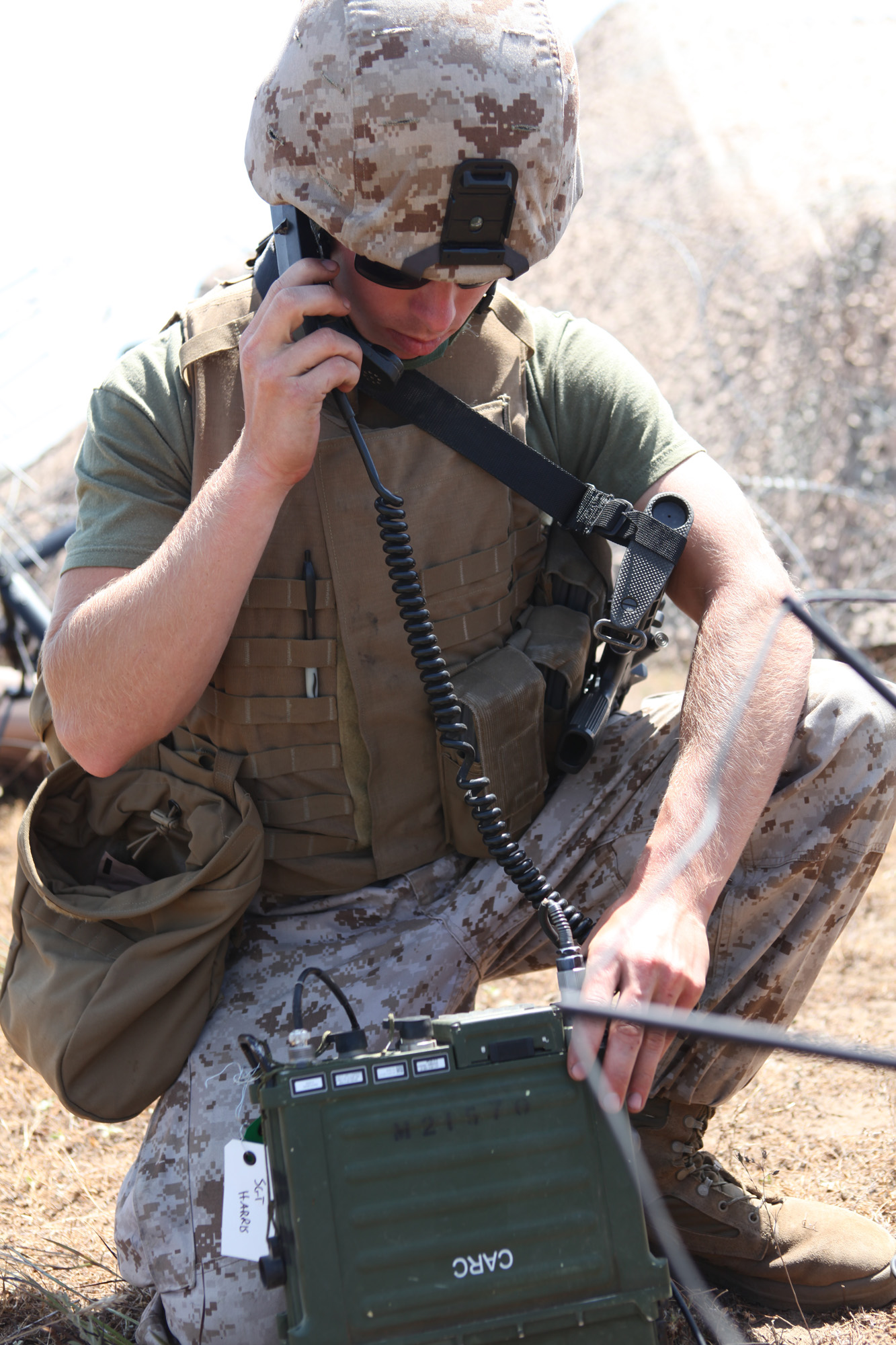
第一無線電營的隊員正進行117-F無線電的檢測

- 情報營：規劃、指導、收集、處理、分析和傳遞情報，以及反間諜任務。並提供給指揮機構[52]
- 無線電營：提供信號情報、電子戰、有限的網路空間作戰和特殊情報用來支援空地特遣隊[53]。
- 執法大隊：維護法律和秩序，包括執法、警備建議／訓練、拘留、巡邏、調查、身份識別、保護、警察情報、預防犯罪等[54]。
- 通信營：建立和維護一個穩定且安全的通信網路，使指揮官有能力去命令和控制下屬單位[55]。

#### 單位

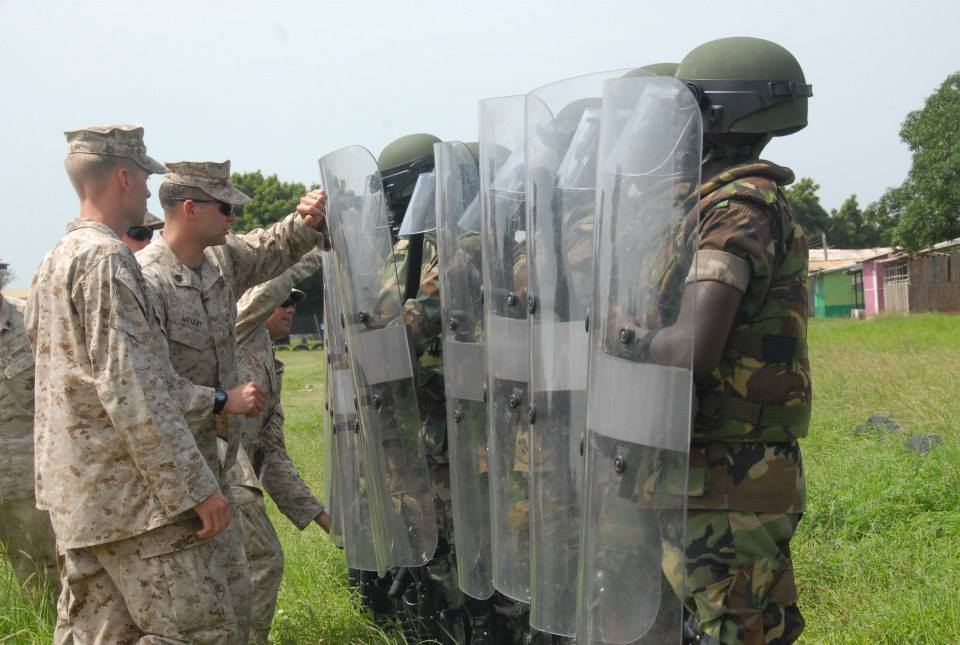
第4執法大隊教導加納陸軍第2工兵營如何使用非制命性防暴盾牌

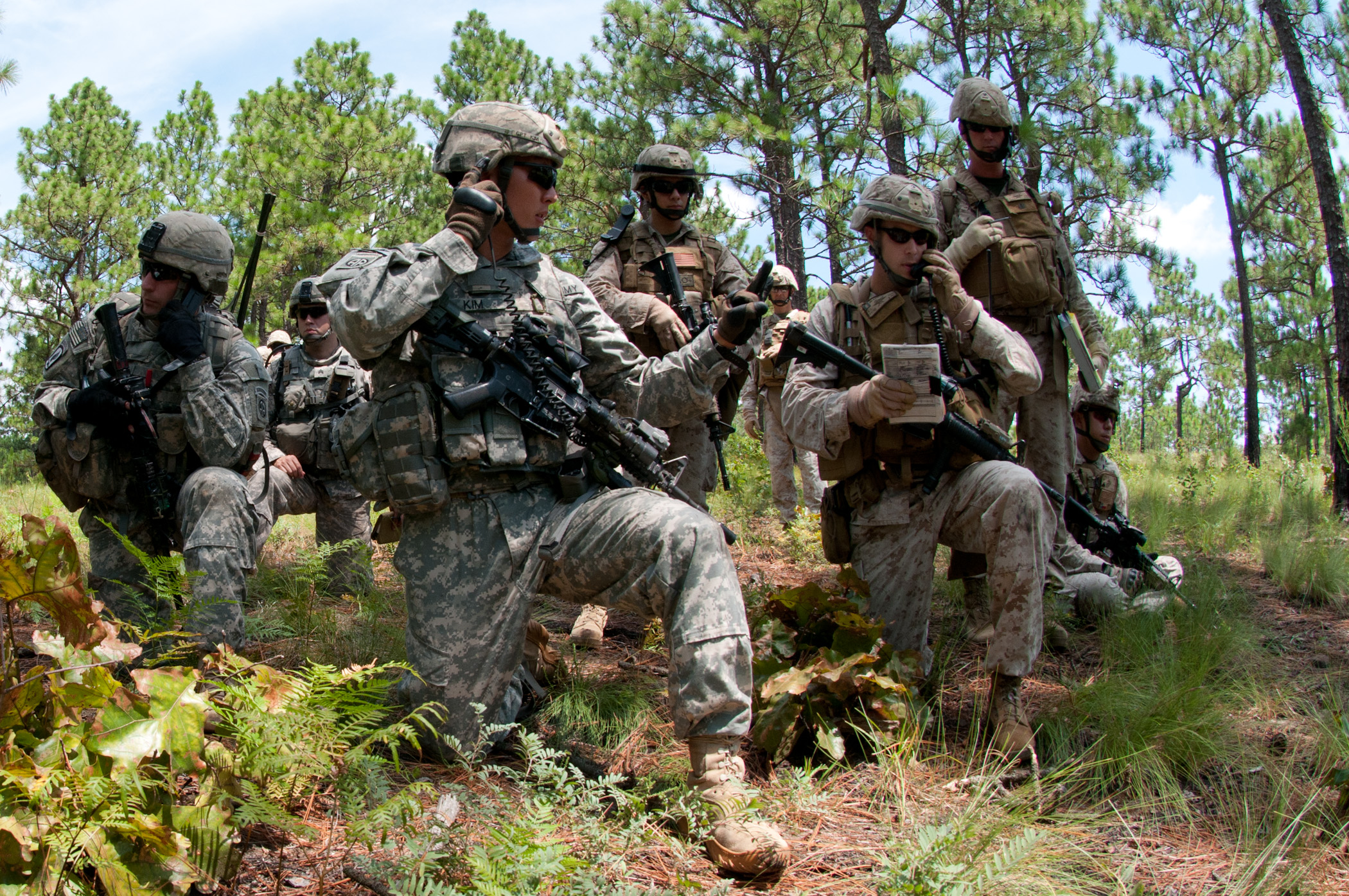
第2海空火協連（第2遠征軍）與陸軍第82空降師第1戰鬥旅在布拉格堡陸軍基地進行訓練

第一偵察營的士官與紐西蘭國防軍的狙擊手一同觀測遠方目標

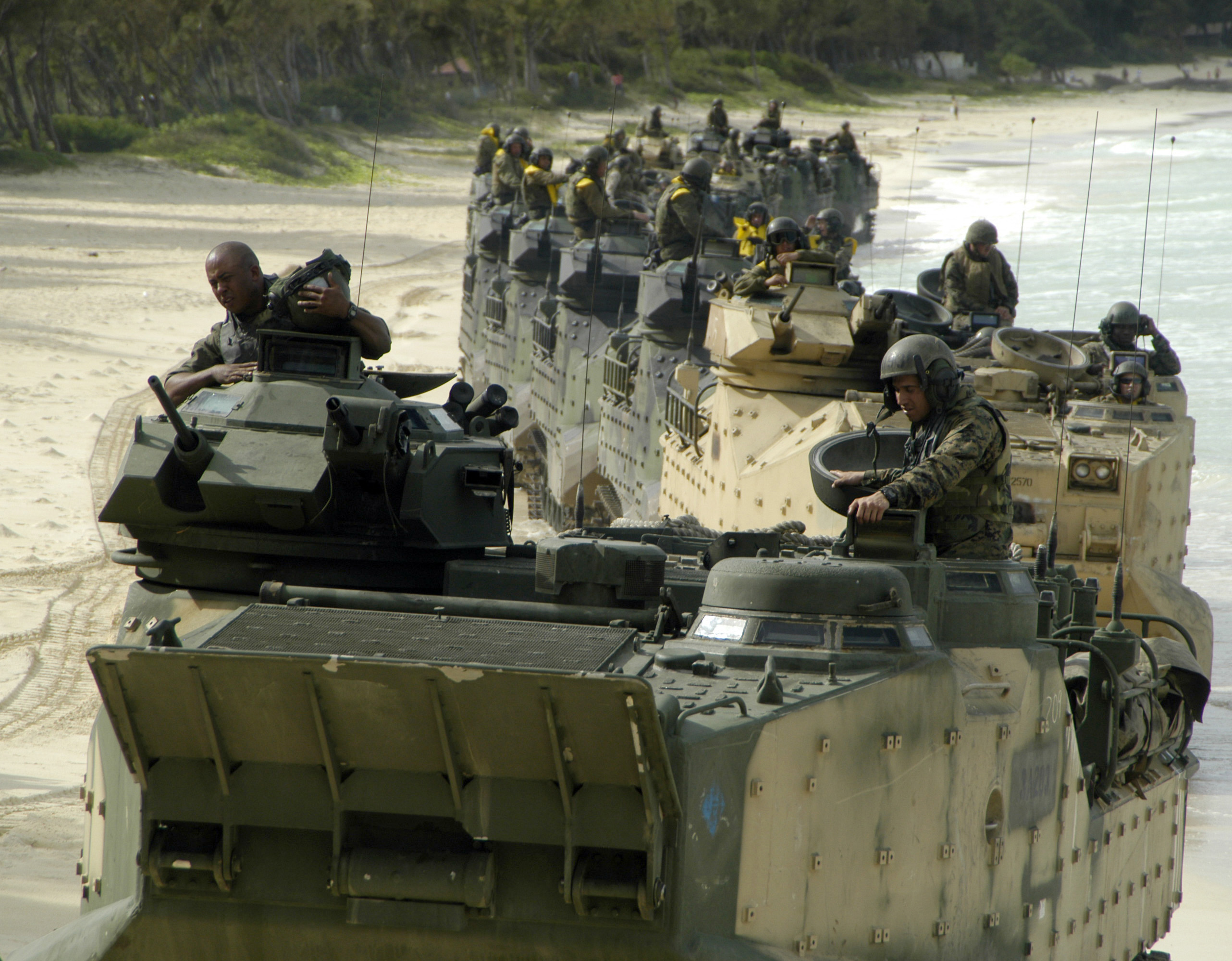
第三兩棲突擊營在考艾島進行兩棲訓練

第二戰鬥工兵營在阿富汗赫爾曼德省的612號道路偵側簡易爆炸裝置

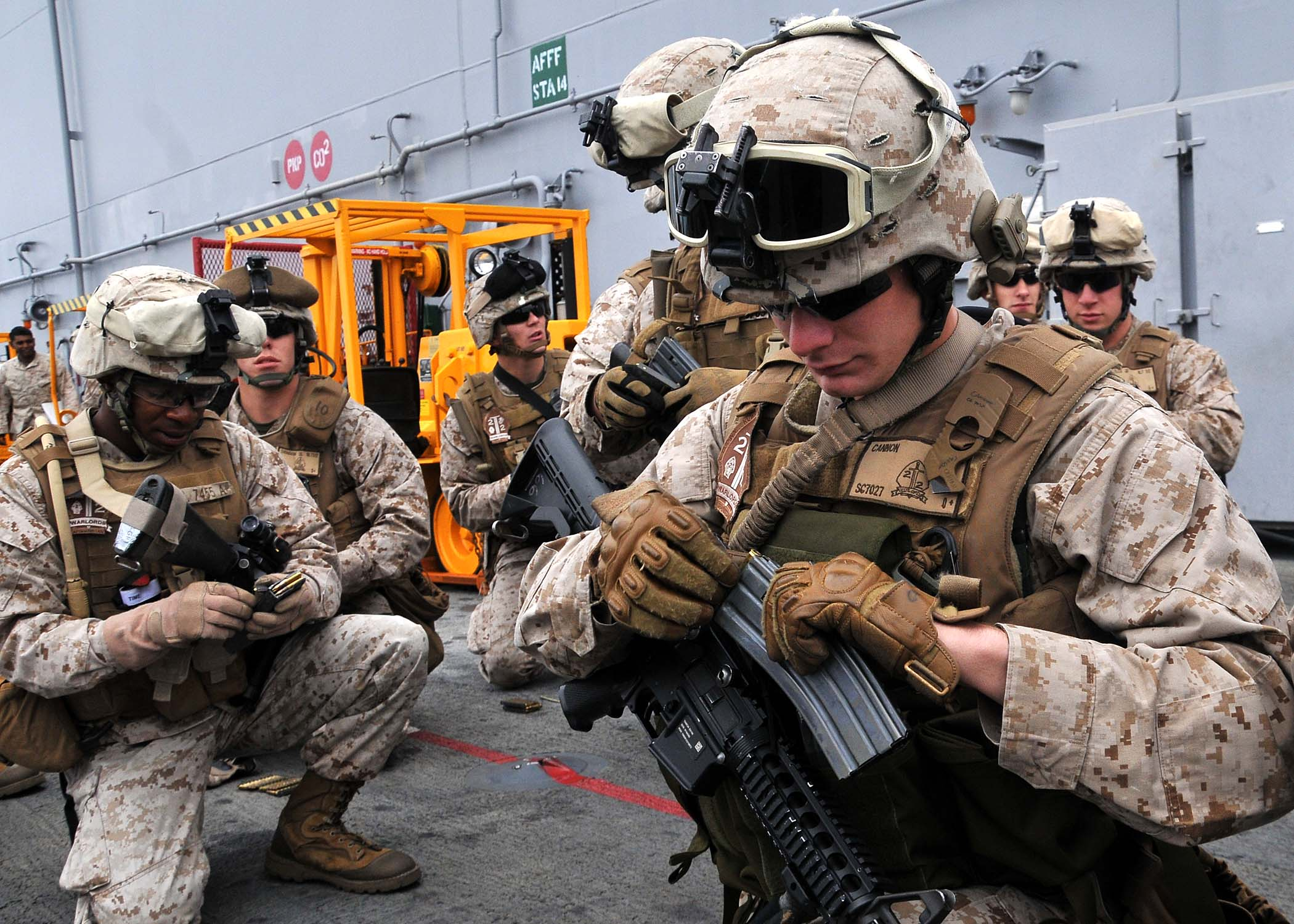
在巴單號黃蜂級兩棲突擊艦上的海軍陸戰隊第二團士兵正準備進行輕武器訓練

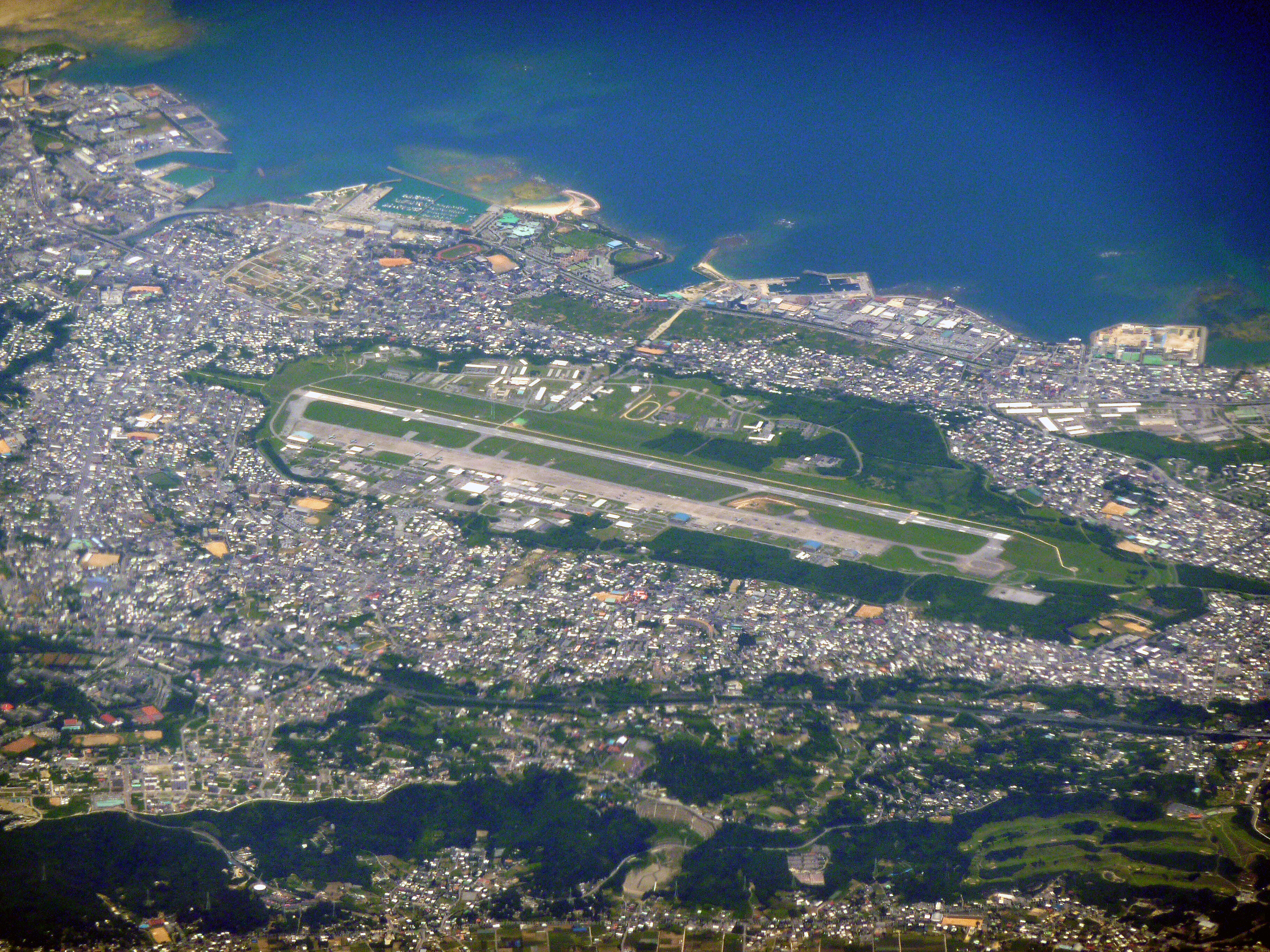
日本沖繩普天間陸戰隊飛行場空攝圖

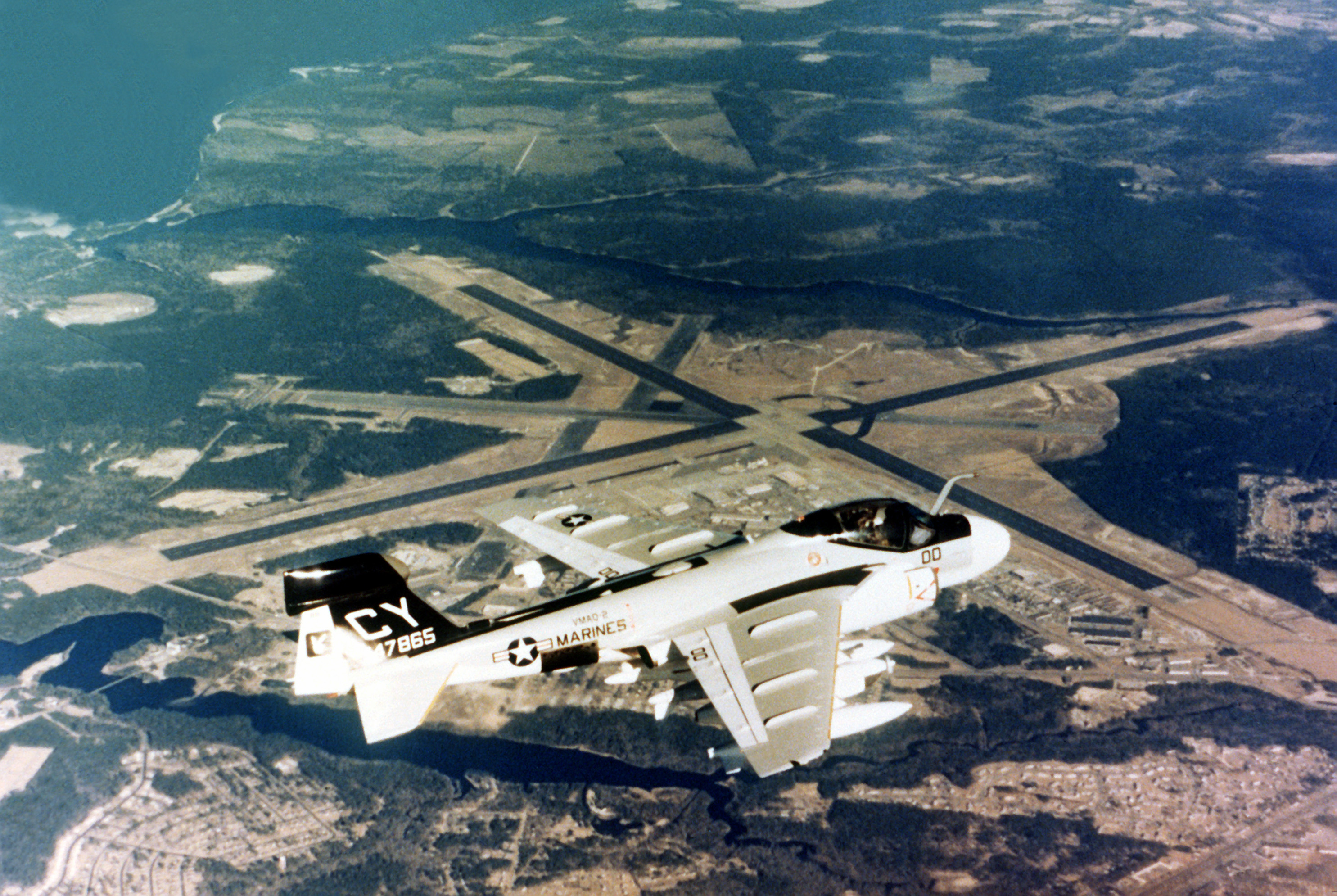
一架EA-6A飛過櫻桃點海軍陸戰隊航空基地

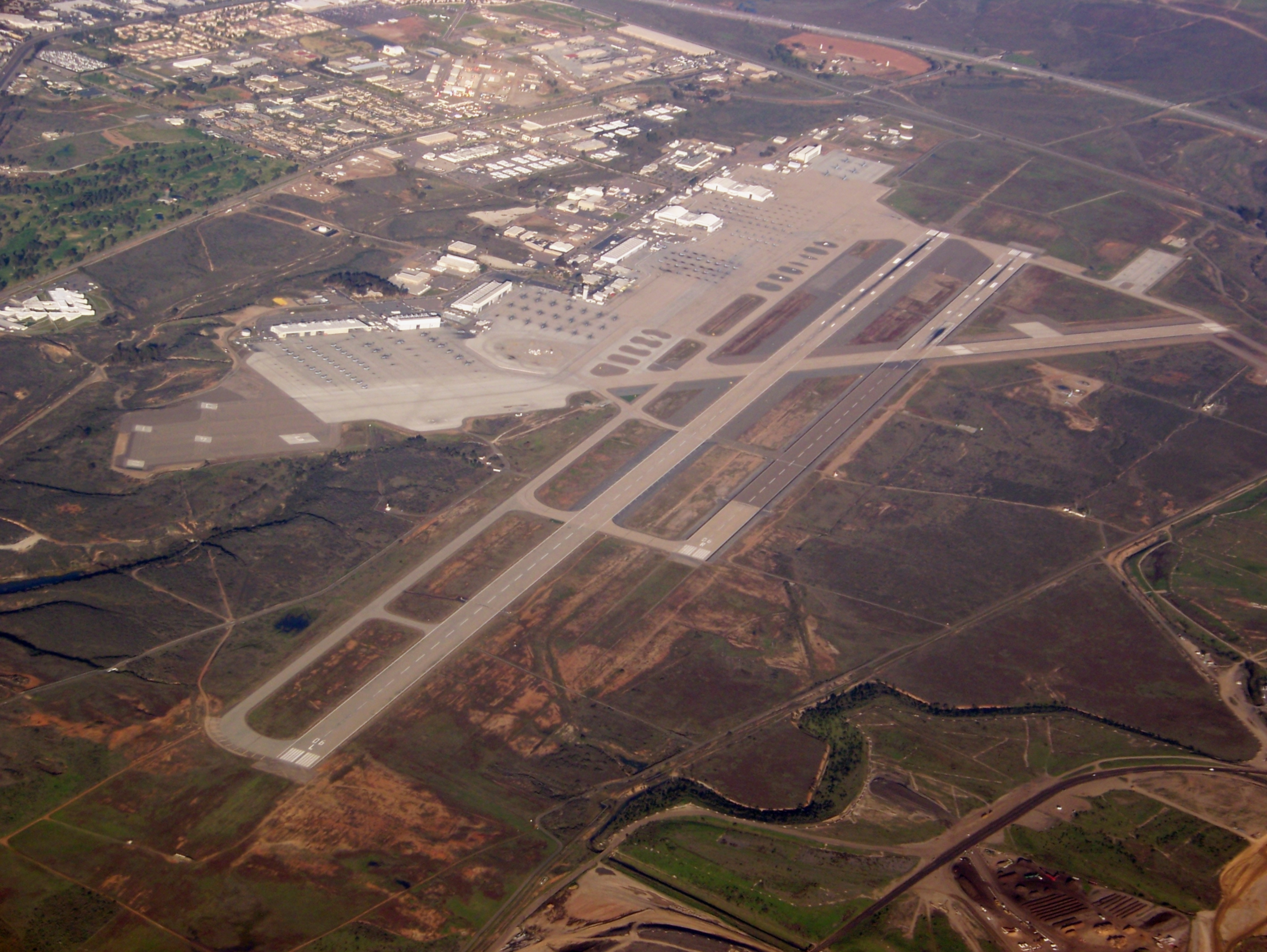
加利福尼亞州密拉瑪海軍陸戰隊航空基地（MCAS Miramar）

- 第1遠征軍本部群（I Marine Expeditionary Force Headquarters Group ）[56]
  -  第1海空火協連（1st Air Naval Gunfire Liaison Company）[57]
  -  第1情報營（1st Intelligence Battalion）[58]
  -  第1無線電營（1st Radio Battalion）[59]
  -  第1執法大隊（1st Law Enforcement Battalion）[60]
  -  第9通信營（9th Communication Battalion）[61]
- 第2遠征軍本部群（II Marine Expeditionary Force Headquarters Group）位於北卡羅來納州的勒瓊營[62]
  -  第2情報營（2nd Intelligence Battalion）[52]
  -  第2無線電營（2nd Radio Battalion）[63]
  -  第8通信營（8th Communications Battalion）[64]
  -  第2海空火協連（2nd Air Naval Gunfire Liaison Company，ANGLICO）[65]
  -  第2執法大隊（2nd Law Enforcement Battalion）[54]
- 第3遠征軍本部群（III Marine Expeditionary Force Headquarters Group）位於日本沖繩的漢森營（Camp Hansen）[66]
  -  第3情報營（3rd Intelligence Battalion）[67]
  -  第3無線電營（3d Radio Battalion）[53]
  -  第5海空火協連（5th ANGLICO）[68]
  -  第7通信營（7th Communication Battalion）[55]
  -  第3執法大隊（3D Law Enforcement Battalion）[69]
- 預備本部營（Headquarters Battalion）[70]

### 地面戰鬥部隊（GCE）

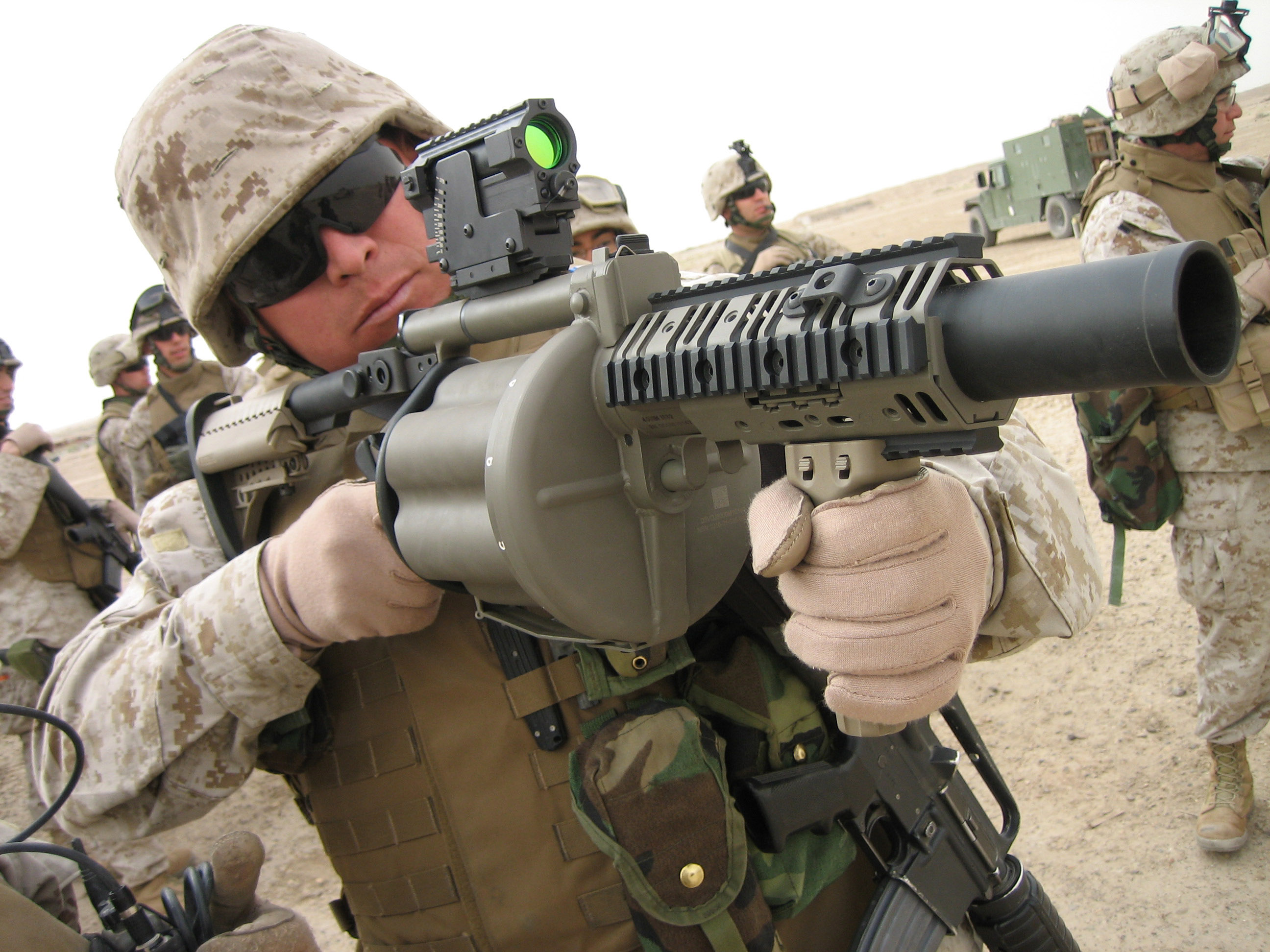
美国海军陆战队詹姆斯·C·桑切斯上士在伊拉克使用M32 MGL（MGL-140）瞄準

地面戰鬥部隊（GCE）是一個專位地面作戰的任務型組織，主要由步兵所組成，規模小從排級到大如加強師級，再加上各種戰鬥支援和後勤支援部隊。通常情況下空地特遣隊只會配屬一支地面戰鬥部隊，但在特殊情況下，則會配屬兩支以上的地面戰鬥部隊，此時，會增加指揮機構等相關單位來支援增加的地面戰鬥部隊。地面戰鬥部隊的任務是進行陸上及兩棲戰爭，包括進攻、防禦、人道救援、偵察和保安行動等，同時也是整個海軍陸戰隊唯一有能力奪取並佔領土地的單位。

#### 編制
海軍陸戰隊的步兵單位組織遵循著“三進位法則（rule of threes）”，一個上級單位由三個下級單位所組成，並不計算輔助單位。但這只是原則，根據不同的人力或任務需要可以加以變更，例如由四個下級單位組成，或是指揮官階級高於或低於該職務所需階級。輔助單位有自己的組織及裝備，但同時也遵守著三進位法則。

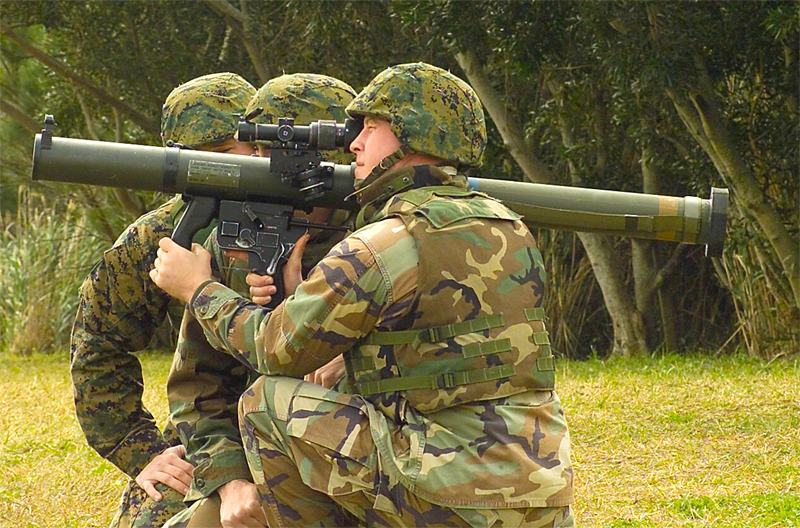
美國海軍陸戰隊隊員正在使用肩射多用途攻擊武器（SMAW）

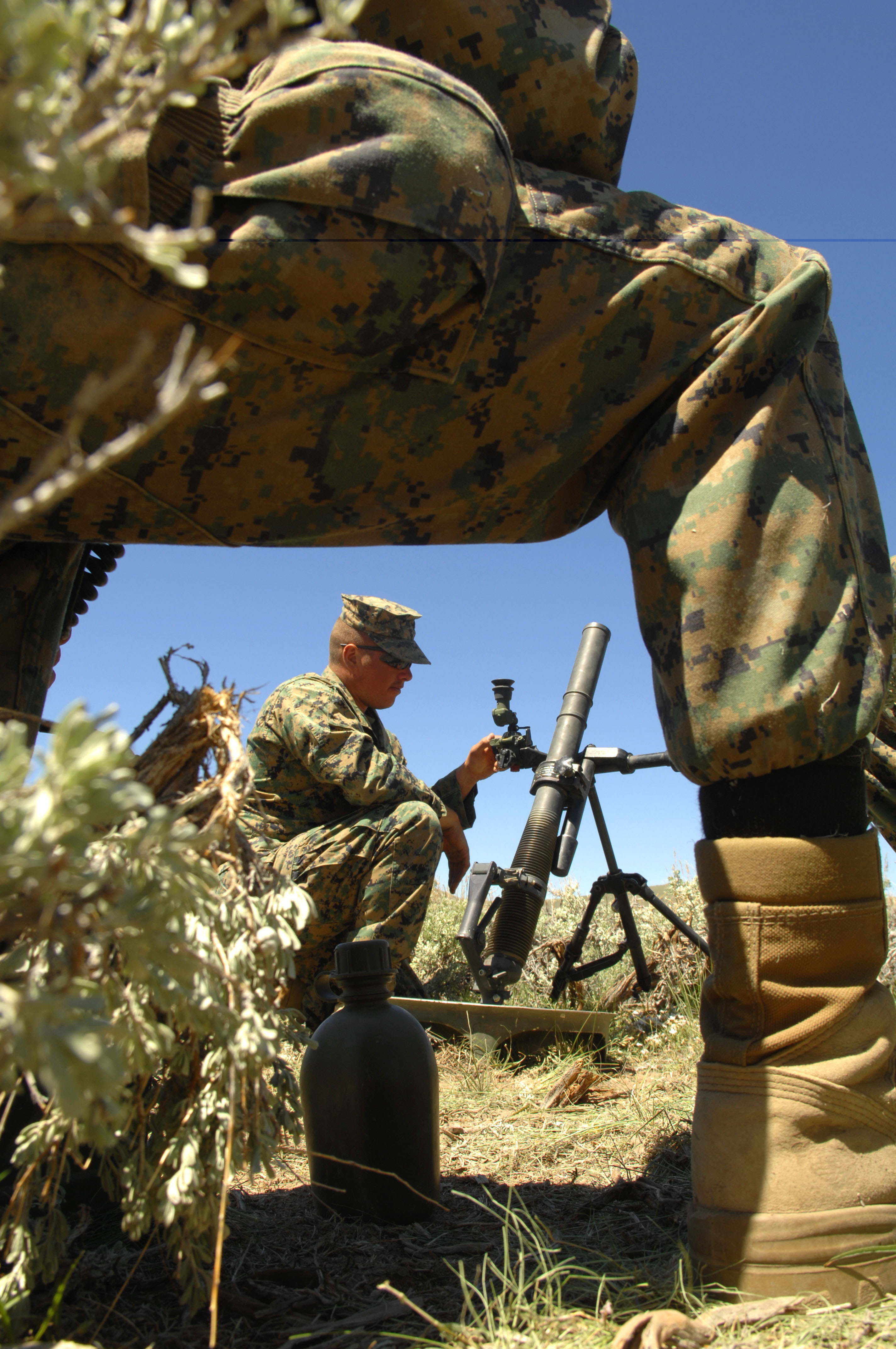
M-224迫擊炮

- 一個火力小組是地面戰鬥部隊（GCE）的基本單位[48][72]，由四個海軍陸戰隊員組成：領隊／擲彈兵（M4／M16 M203），一個步槍兵（M4[73]／M16），一名助理輕機槍手（M4／M16）和一個輕機槍手（M249，未來預計部分機槍由HK M27 IAR取代[74][75]），另外會裝備M32 MGL榴彈發射器用來增強火力[76]。團隊領導通常是上兵或下士。
- 一個班由三個火力小組，加上一名下士或中士班長，共13名成員[77][78]。
- 排[79]：

1. 步槍排包括三個班，和一個指揮單位由排長、士官、一或二名海軍醫務兵（Corpsman）所組成。士官負責提供意見給排長（一般由中尉擔任）做決定[80]。
2. 兵器排包括三個組，60毫米迫擊砲組（3個小隊，每隊配有一門M224迫擊砲和3名海軍陸戰隊）。攻擊組（3個小隊，每隊下轄兩個小組，配有一個肩射多用途突擊武器（SMAW）和兩名海軍陸戰隊員組成的），由一個領導者領導（總計有13名海軍陸戰隊員）。一個中型機槍組（三個小隊，每個小隊有隊長和兩個小組，每組由一挺M240G和3名海軍陸戰隊組成）[79]。

- 連[81]：

1. 一個步兵連由三個步槍排，一個兵器排，並有輔助單位。由180名陸戰隊員加上九名海軍醫務兵組成，上尉率領[82]。
2. 兵器連由81毫米迫擊砲排配備M252迫擊砲，一個反裝甲排配備FGM-148標槍飛彈，以及重機槍排配備M2重機槍所組成。
3. 一個營部連由一個隊部排，通信排，勤務排，和營救護站組成。

- 一個營包括三個步兵連，一個兵器連，和一個營部連，由中校指揮。約900－1,200名成員。[83][84]。
- 一個團由三個營組成，上校率領，約2,700－3,600名成員[85][86]。
- 一個師，由少將指揮，包括三個步兵團和一個砲兵團，和其他專門的單位：輕裝甲偵察營，偵察營，兩棲突擊營，戰鬥工兵營[87][88]。
- 一個旅，由一名准將指揮，在海軍陸戰隊是不太常見，但通常是由一個或多個團組成，再加上支援單位。

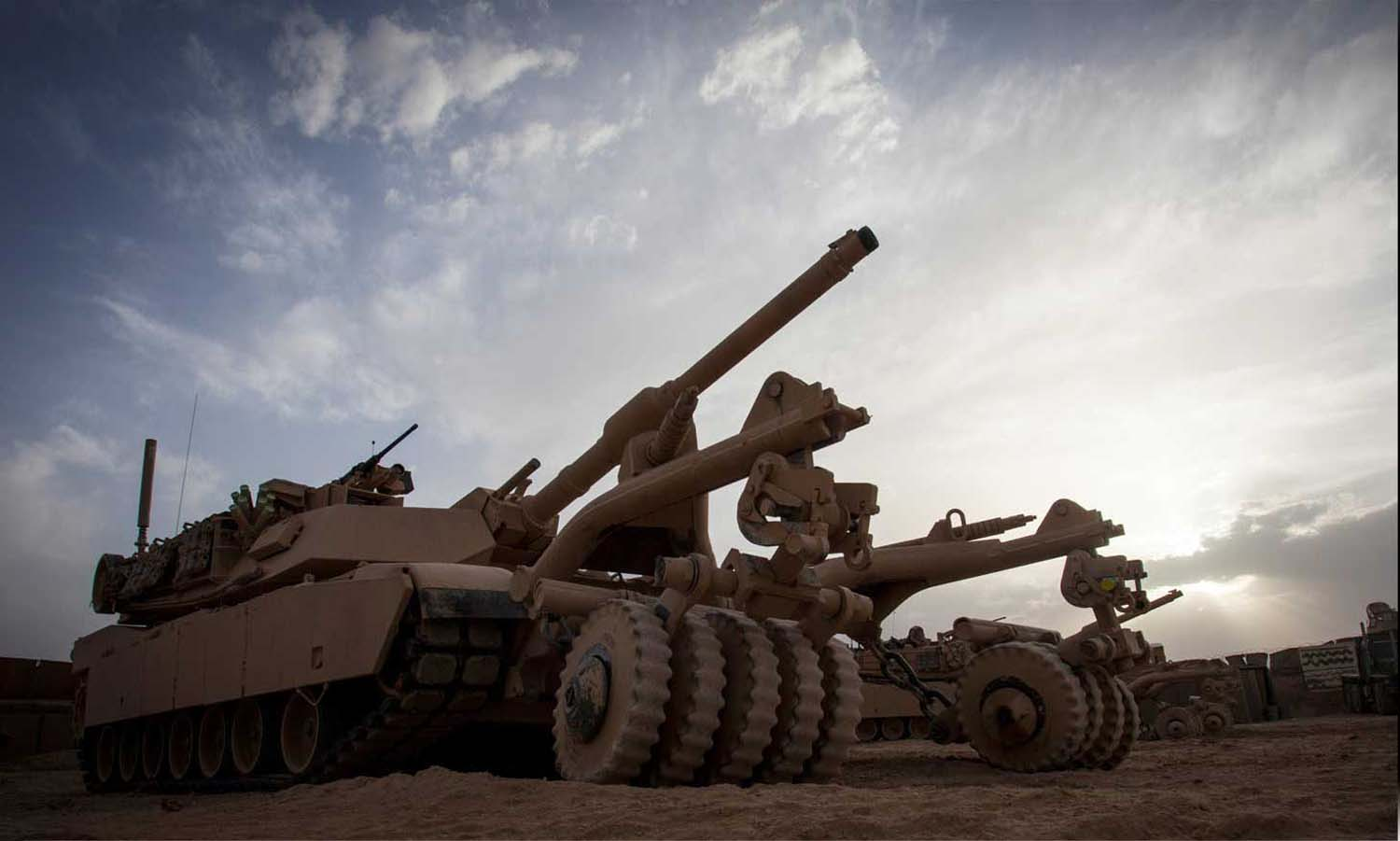
在阿富汗的第一戰車營M1A1戰車（現已裁撤）

營和較大的單位有一位士官長（Sergeant Major），和一名執行官（Executive Officer）作為指揮官副手，再加上其他軍事人員包括行政、情報、行動、後勤、民事（戰時）和通信。營和較大的單位有時也會額外加上砲兵單位加以強化。

#### 單位
- 第1海軍陸戰師（1st Marine Division）位於加利福尼亞州的彭德爾頓營[89][90]
  -  师部營（Headquarters Battalion）
  -  第1陆战团（英语：1st Marine Regiment）
  -  第5陆战团（英语：5th Marine Regiment (United States)）
  -  第7陆战团（英语：7th Marine Regiment (United States)）
  -  第11陆战团（英语：11th Marine Regiment (United States)）
  - 其他直属部队：
    -  第1侦察营（英语：1st Reconnaissance Battalion）
    -  第1轻装甲侦察营（英语：1st Light Armored Reconnaissance Battalion）
    -  第3轻装甲侦察营（英语：3rd Light Armored Reconnaissance Battalion）
    -  第1战斗工兵营（英语：1st Combat Engineer Battalion）
    -  第3两栖突击营（英语：3rd Assault Amphibian Battalion）
- 第2海軍陸戰師（2nd Marine Division）位於北卡羅來納州的勒瓊營[91][92]
  -  师部營（Headquarters Battalion）
  -  第2陆战团（英语：2nd Marine Regiment）
  -  第6陆战团（英语：6th Marine Regiment）
  -  第10陆战团（英语：10th Marine Regiment）
  - 其他直属部队：
    -  第2侦察营（英语：2nd Reconnaissance Battalion）
    -  第2轻装甲侦察营（英语：2nd Light Armored Reconnaissance Battalion）
    -  第2战斗工兵营（英语：2nd Combat Engineer Battalion）
    -  第2两栖突击营（英语：2nd Assault Amphibian Battalion）
- 第3海軍陸戰師（3rd Marine Division）位於日本沖繩的考特尼營（英语：Camp Courtney）[93][94]
  -  师部營（Headquarters Battalion）
  -  第3濱海作戰團（英语：3rd Marine Littoral Regiment）
  -  第4陆战团（英语：4th Marine Regiment）
  -  第12陆战团（英语：12th Marine Regiment）
  - 其他直属部队：
    -  第3侦察营（英语：3rd Reconnaissance Battalion）
- 第4海軍陸戰師（英语：4th Marine Division (United States)）（4th Marine Division）為預備單位，單位位於全美各地，師部設於路易斯安那州新奧爾良[95][96]
  -  师部營（Headquarters Battalion）
  -  第14陆战团（英语：14th Marine Regiment (United States)）（駐地：德薩斯州沃斯堡）
  -  第23陆战团（英语：23d Marine Regiment (United States)）（駐地：加利福尼亞州聖布魯諾）
  -  第25陆战团（英语：25th Marine Regiment (United States)）（駐地：麻薩諸塞州德文斯堡）
  - 其他直属部队：
    -  第4侦察营（英语：4th Reconnaissance Battalion）
    -  第4輕裝甲偵察營（英语：4th Light Armored Reconnaissance Battalion）
    -  第4戰鬥工兵營（英语：4th Combat Engineer Battalion）
    -  第4兩棲突擊營（英语：4th Assault Amphibian Battalion）
    -  第3兩棲偵察連（英语：3rd Force Reconnaissance Company）
    -  第4兩棲偵察連（英语：4th Force Reconnaissance Company）

### 航空作戰部隊（ACE）
美國海軍陸戰隊航空兵提供給空地特遣隊司令的航空作戰部隊（ACE）包含所有飛機（固定翼飛機和直升機），他們的飛行員和維修人員，和航空控制指揮單位。ACE提供六大功能來支持空地特遣隊：突擊支援（assault support），防空作戰（Anti-Aircraft Warfare），近距離空中支援（Offensive Air Support），電子作戰（Electronic Warfare），飛機和飛彈的控制（Control of Missiles and Aircraft），和空中偵察（Aerial Reconnaissance）。
- 中隊：4-24架飛機，由中校率領，最基本的戰術和行政單位，大小相當於營，海軍陸戰隊擁有80多個中隊[99][100]。
- 大隊：2-11個中隊，由上校帶領[101][102]。
- 聯隊：四個大隊加上空中管制大隊和飛行支援大隊所組成，由少將率領[103][104]。

#### 現役飛機

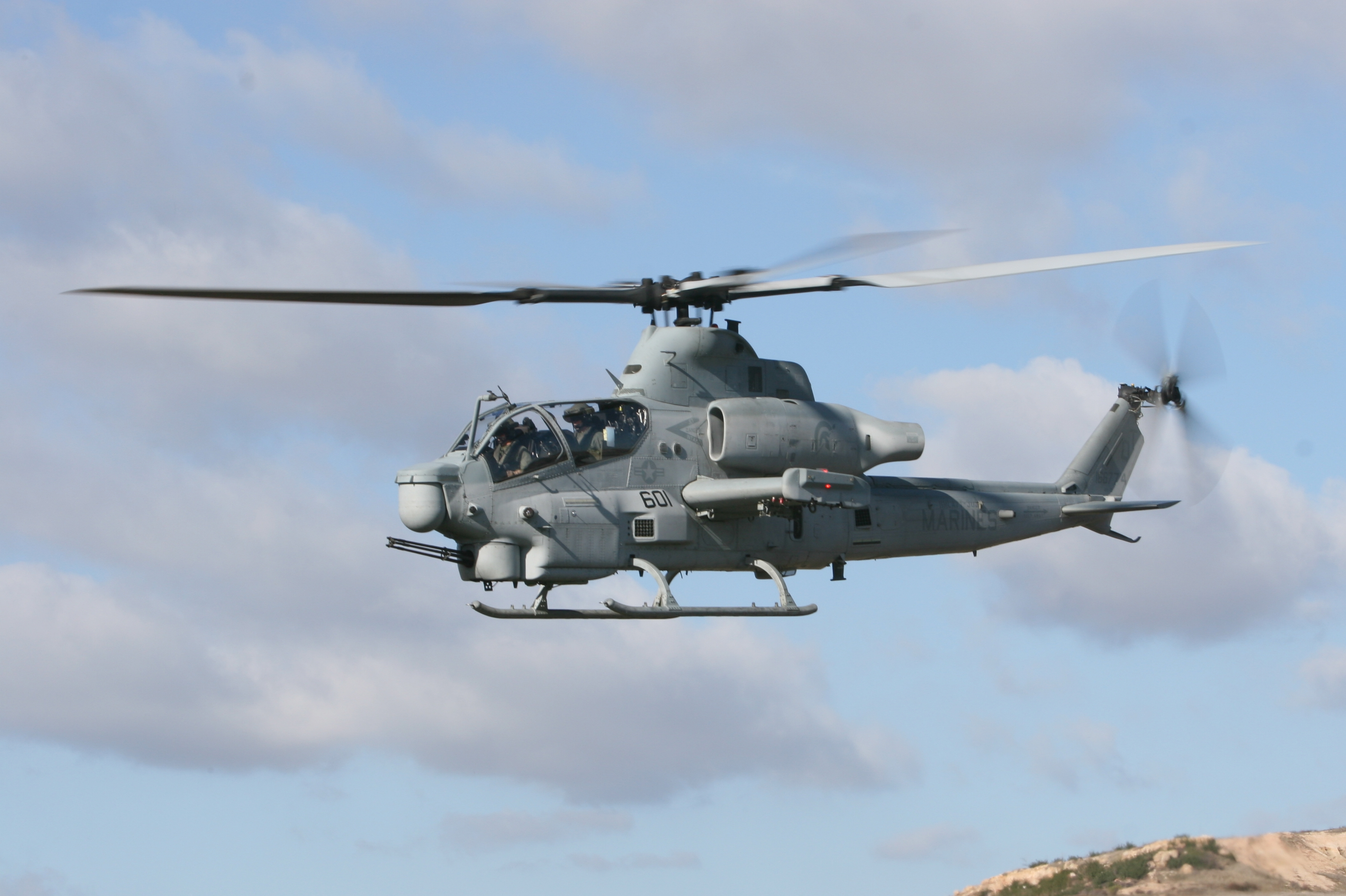
第303輕型攻擊直升機中隊（HMLA）的AH-1Z蝰蛇直升機

1. 海軍陸戰隊輕型攻擊直升機中隊（Marine Light/Attack Helicopter Squadron，HMLA）裝備有AH-1Z蝰蛇直升機和UH-1Y毒液直升機。
2. 海軍陸戰隊中型傾轉旋翼中隊（Marine Medium Tiltrotor Squadrons ，VMM）裝備有V-22魚鷹式傾轉旋翼機。
3. 海軍陸戰隊重型直升機中隊（Marine Heavy Helicopter Squadron ，HMH）裝備有CH-53E直升機從事重型運輸任務，並逐漸被CH-53K直升機取代。
4. 海軍陸戰隊攻擊中隊（Marine Attack Squadron，VMA）裝備有AV-8海鷂II式攻擊機，具備短距起飛/垂直起降（STOVL），能夠部屬於兩棲突擊艦上。
5. 海軍陸戰隊打擊中隊（Marine Fighter Attack Squadron，VMFA）和全天候打擊中隊（Marine All-Weather Fighter Attack Squadron，VMFA（AW））裝備有單座（F/A-18C）及雙座（F/A-18D）的F/A-18黃蜂式戰鬥攻擊機。
所有AV-8、F/A-18C及F/A-18D將會被F-35B及F-35C取代。現時正處於替換階段中。
6. 海軍陸戰隊擁有自己的空中加油暨運輸中隊。空中加油暨運輸中隊（Marine Aerial Refueler Transport Squadron，VMGR）裝備有KC-130執行空中加油和戰術運輸任務。KC-130可選擇增設武裝套件，稱為收獲鷹（Harvest HAWK）。全名為「力士型空載武器套件」，安裝此套件後，成為空中砲艇機，具備火力支援與戰場情報監視偵察能力，但仍保留有空中加油及運輸能力。整個套件能在一天之內加以移除。主要觀測器為AN/AAQ-30光電轉塔（與AH-1Z蝰蛇所使用的相同），安裝於左翼內側副油箱下方，控制設備安裝於飛機內部貨艙上。左翼外側則裝有四枚AGM-114地獄火飛彈，內部機尾艙門則能裝置10枚精確制導彈藥（Precision-guided munition），未來可能加裝三十公厘機砲。海軍陸戰隊以每套2200萬美元，購買九個套件供三個空中加油暨運輸中隊使用，即每中隊擁有三套。
7. 另外也有兩個操縱RQ-7 影子無人機中隊（Marine Unmanned Aerial Vehicle Squadron，VMU），執行戰術偵察任務。
8. 海軍陸戰隊401訓練中隊（VMFT-401）裝備有F-5自由鬥士戰鬥機，充當空中戰鬥訓練的對手。海軍藍色天使特技飛行隊其中一架C-130大力神飛機是屬於海軍陸戰隊。

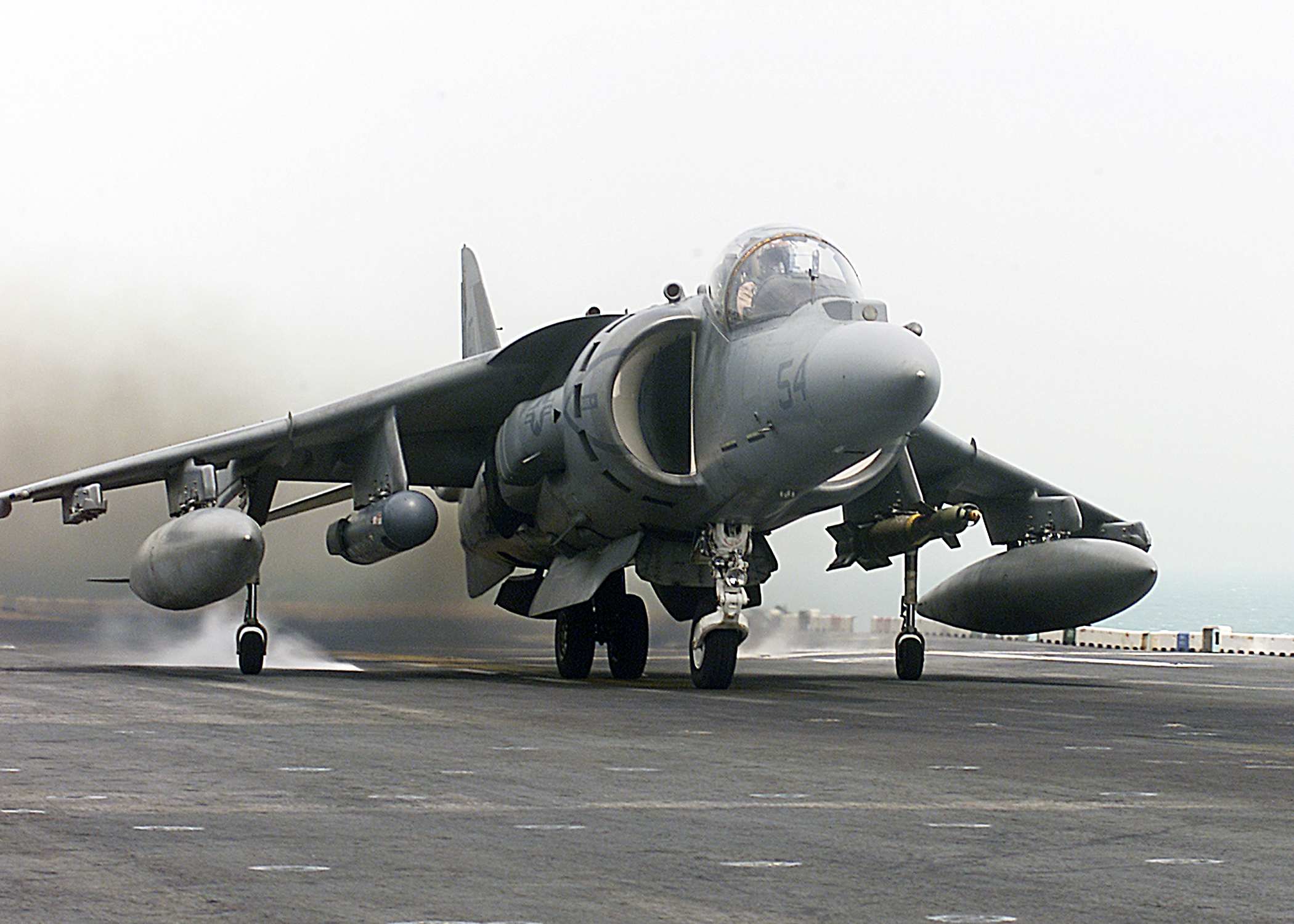
AV-8海鷂II式攻擊機（英语：McDonnell Douglas AV-8B Harrier II）從塔拉瓦級兩棲攻擊艦甲板起飛
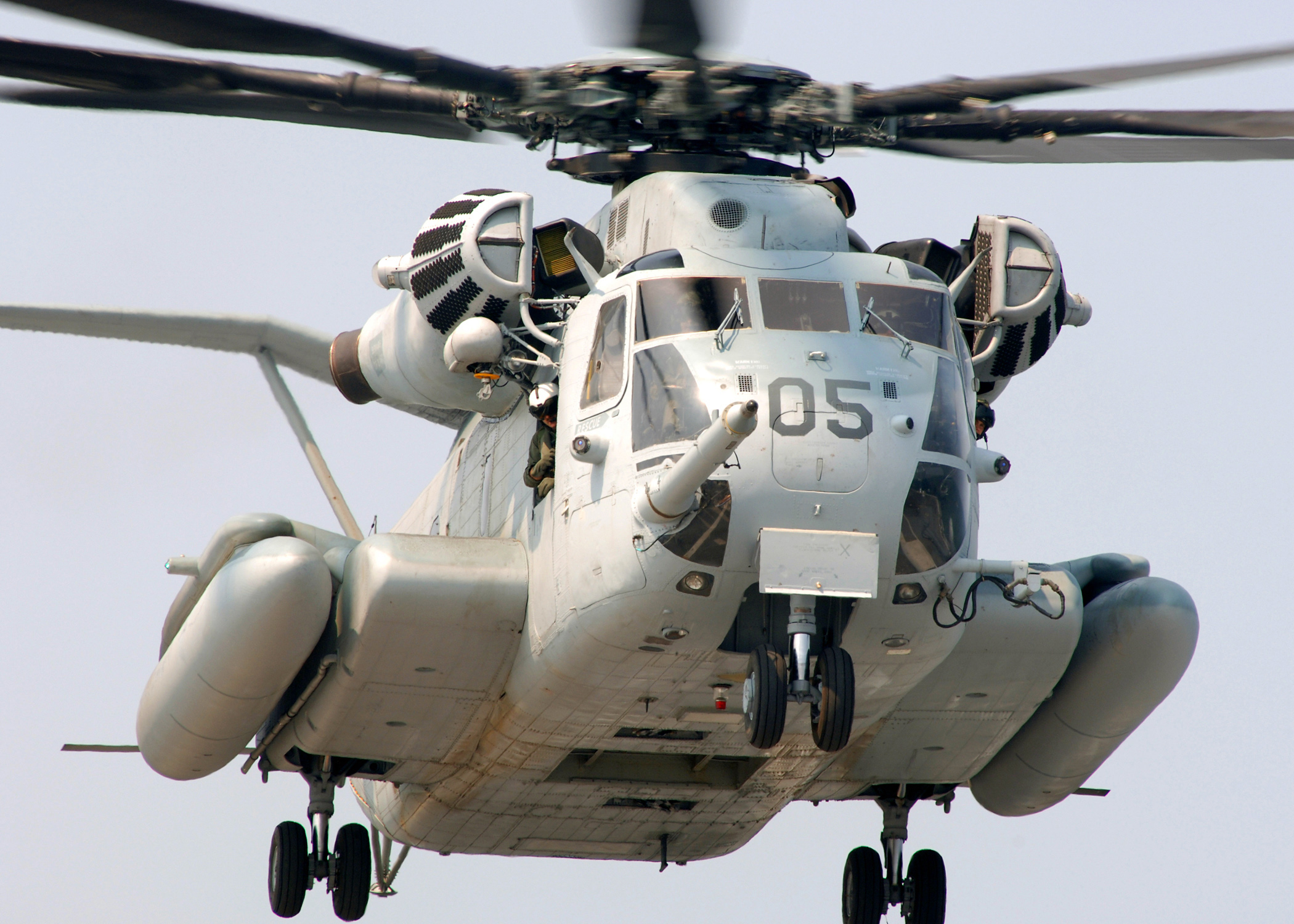
CH-53E直升機
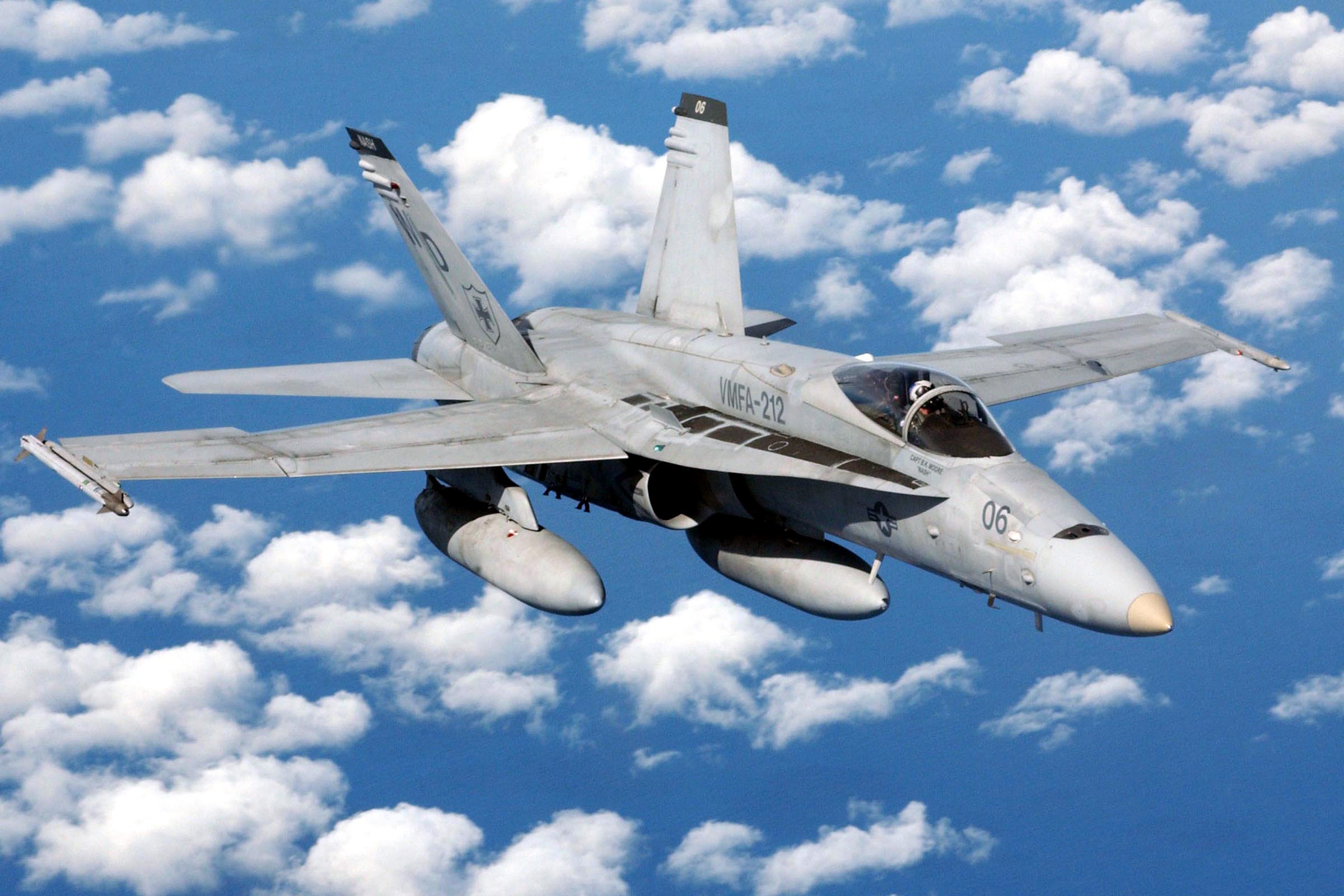
美國海軍陸戰隊的F/A-18黃蜂式戰鬥攻擊機
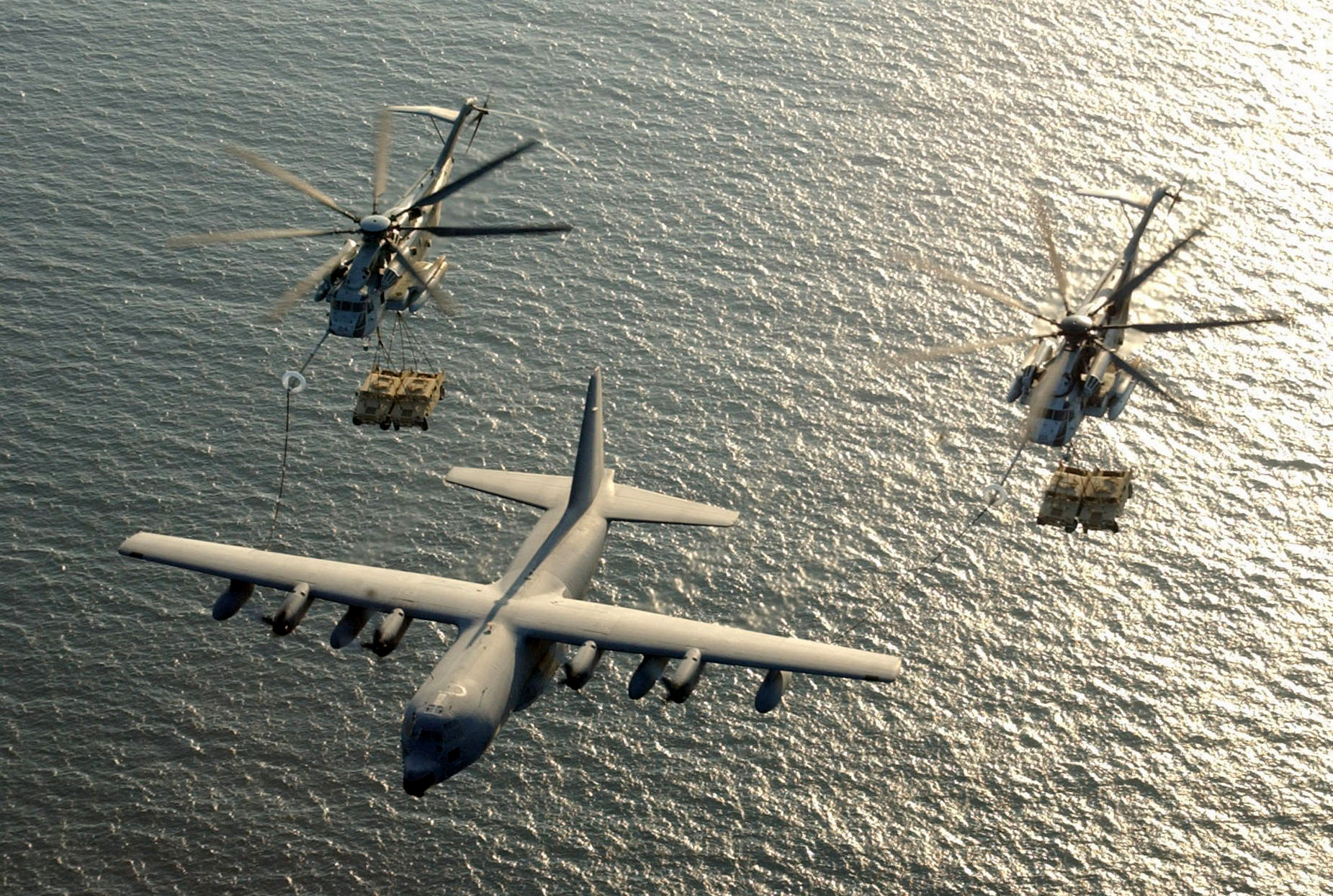
KC-130正替CH-53E直升機加油
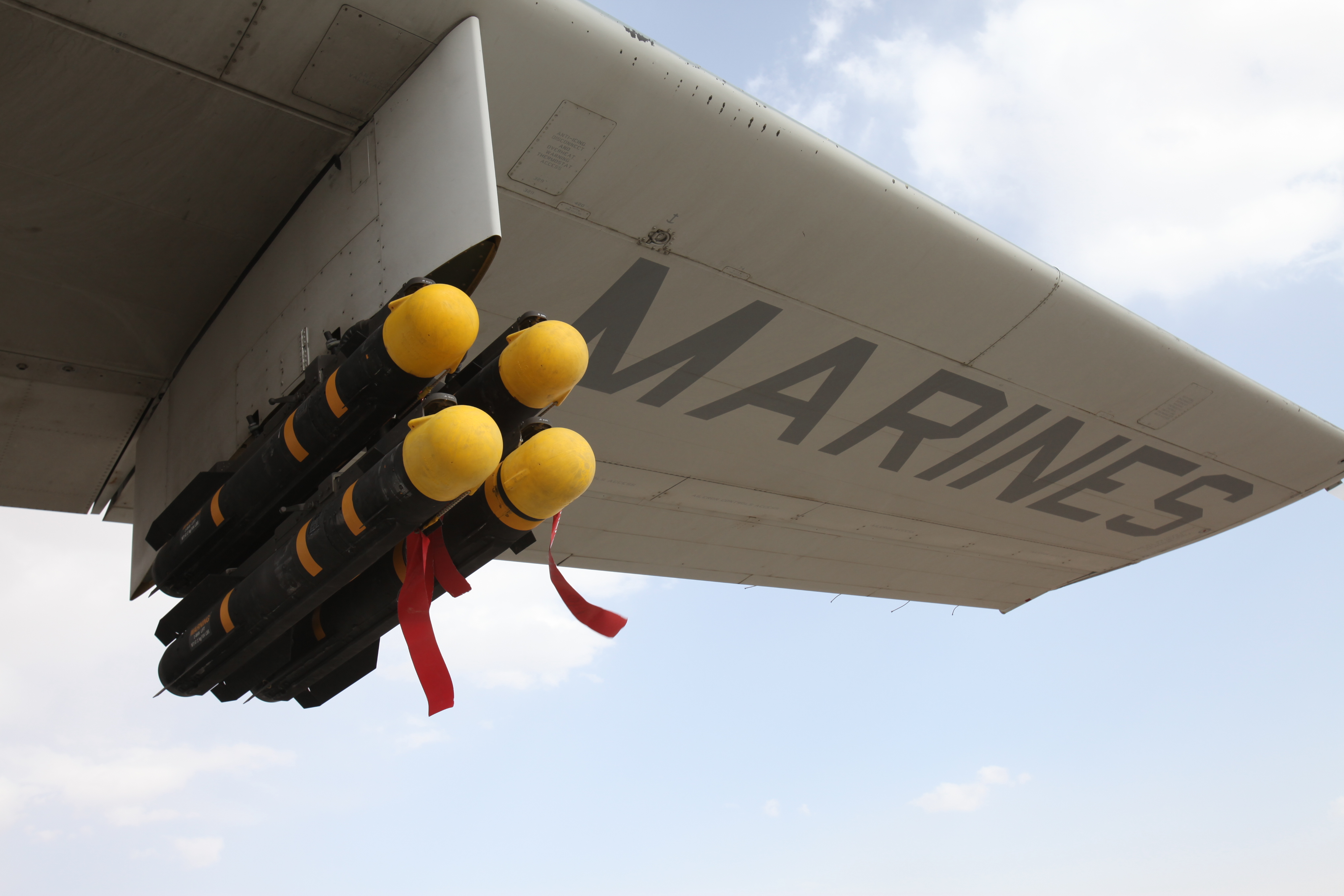
KC-130左翼外側裝有四枚AGM-114地獄火飛彈
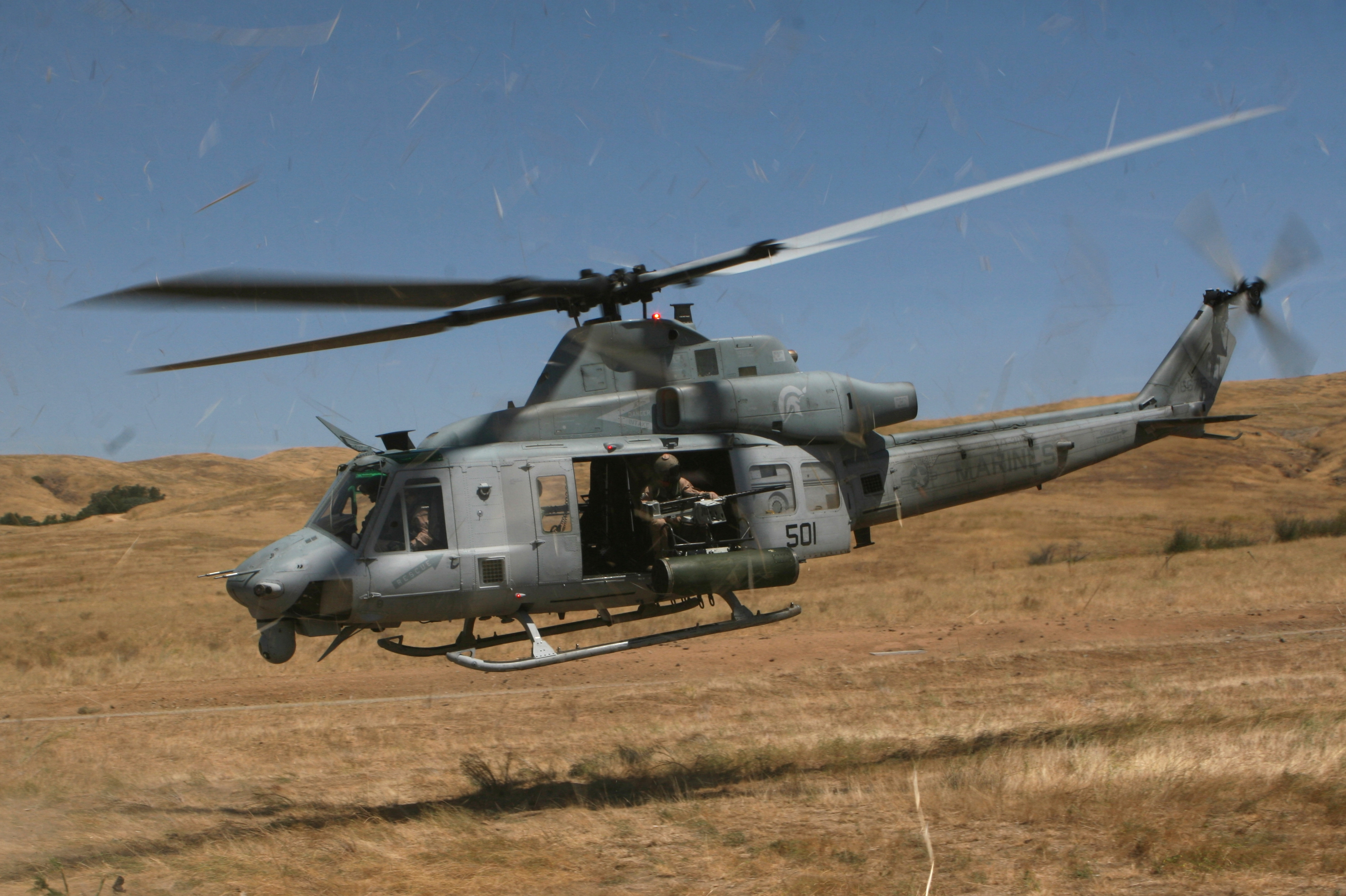
第303輕型攻擊直升機中隊（HMLA）的UH-1Y直升機
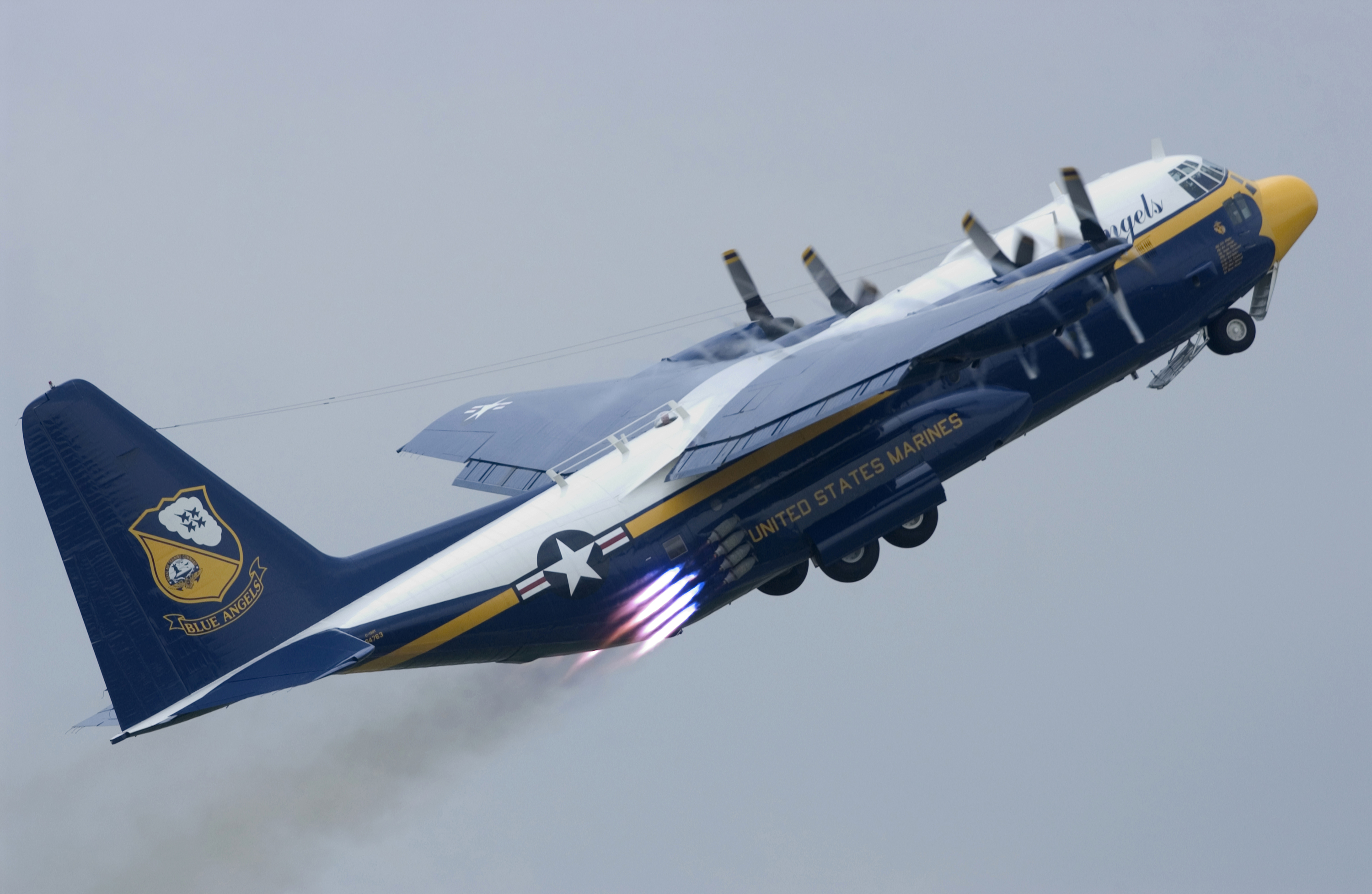
海軍藍色天使特技飛行隊中的海軍陸戰隊C-130

#### 單位
- 第1海軍陸戰航空聯隊（英语：1st Marine Aircraft Wing）位於日本沖繩普天間航空基地[105][106]
  -  第12陸戰航空大隊（岩國海軍陸戰隊航空基地）
  -  第24陸戰航空大隊（夏威夷海軍陸戰隊航空基地）
  -  第36陸戰航空大隊
  -  第18陸戰空中管制大隊
- 第2海軍陸戰航空聯隊（英语：2nd Marine Aircraft Wing）位於北卡羅萊納州櫻桃點航空基地（英语：Marine Corps Air Station Cherry Point）[107][108]
  -  第14陸戰航空大隊
  -  第26陸戰航空大隊
  -  第29陸戰航空大隊
  -  第31陸戰航空大隊
  -  第28陸戰空中管制大隊
- 第3海軍陸戰航空聯隊位於加利福尼亞州密拉瑪航空基地[109][110]
  -  第11陸戰航空大隊
  -  第13陸戰航空大隊
  -  第16陸戰航空大隊
  -  第39陸戰航空大隊
  -  第38陸戰空中管制大隊
- 第4海軍陸戰航空聯隊（英语：4th Marine Aircraft Wing），屬預備單位。總部位於路易斯安那州新奧爾良，其餘單位分散於全美各地[111]
  -  第41陸戰航空大隊
  -  第42陸戰航空大隊
  -  第49陸戰航空大隊
  -  第48陸戰空中管制大隊

### 後勤支援部隊（LCE）
後勤支援部隊包含通信，戰鬥工兵、運輸、醫療、通信、維修、未爆彈處理、補給單位等等。以及某些專業單位例如空中運輸及登陸輔助。
- 作戰後勤營（combat logistics battalion，CLB）：由約300名陸戰隊員所組成，負責保養、補給、車輛運輸、通信等。現有16個營[116]。

- 作戰後勤團（combat logistics regiment，CLR）：約有2000名陸戰隊員，由三個作戰後勤營所組成[117]。

- 後勤群（Marine Logistics Group，MLG）：約有4000名陸戰隊員，由三個作戰後勤團加上工兵營和牙醫營所組成。現有三個現役群以及一個預備群[118]。

#### 單位
- 第1海軍陸戰後勤群（1st Marine Logistics Group）位於加利福尼亞州的彭德爾頓營[119][120]
 第7工兵支援營（7th Engineer Support Battalion）[121]
 第1醫務營（1st Medical Battalion）[122]
 第1牙醫營（1st Dental Battalion）[123]
  -  第1作戰後勤團（Combat Logistics Regiment 1）[124]
  -  第15作戰後勤團（Combat Logistics Regiment 15）[125]
  -  第17作戰後勤團（Combat Logistics Regiment 17）[126]
- 第2海軍陸戰後勤群（2nd Marine Logistics Group）位於北卡羅來納州的勒瓊[127][128]
 第2牙醫營（2nd Dental Battalion）[129]
 第8工兵支援營（8th Engineer Support Battalion）[130]
 第2醫務營（2nd Medical Battalion）[131]
  -  第27作戰後勤團（Combat Logistics Regiment 27）[132]
  -  第25作戰後勤團（Combat Logistics Regiment 25）[133]
  -  第2作戰後勤團（Combat Logistics Regiment 2）[134]
- 第3海軍陸戰後勤群（3rd Marine Logistics Group）位於日本的沖繩[135][136]
 第3牙醫營（3d Dental Battalion）[137]
 第3醫務營（3d Medical Battalion）[138]
 第9工兵支援營（9th Engineer Support Battalion）[139]
  -  第3作戰後勤團（Combat Logistics Regiment 3）[140]
  -  第35作戰後勤團（Combat Logistics Regiment 35）[141]
  -  第37作戰後勤團（Combat Logistics Regiment 37）[142]
- 第4海軍陸戰後勤群（4th Marine Logistics Group），預備單位。總部位於路易斯安那州的新奧爾良，其餘單位分散於全美各地[143][144]
 第4牙醫營（4th Dental Battalion）
 第4登陸支援營（4th Landing Support Battalion）
 第4維修營（4th Maintenance Battalion）
 第4醫務營（4th Medical Battalion）
 第4補給營（4th Supply Battalion）
 第6工兵支援營（6th Engineer Support Battalion）
 第6運輸營（6th Motor Transport Battalion）
 本部營（Headquarters and Service Battalion）
東部海軍陸戰後勤群（4th Marine Logistics Group Forward East）
西部海軍陸戰後勤群（4th Marine Logistics Group Forward West）
  - 第4作戰後勤團（Combat Logistics Regiment 4）
  - 第45作戰後勤團（Combat Logistics Regiment 45）

## 空地特遣隊（MAGTF）的編制

### 海軍陸戰遠征軍（MEF）

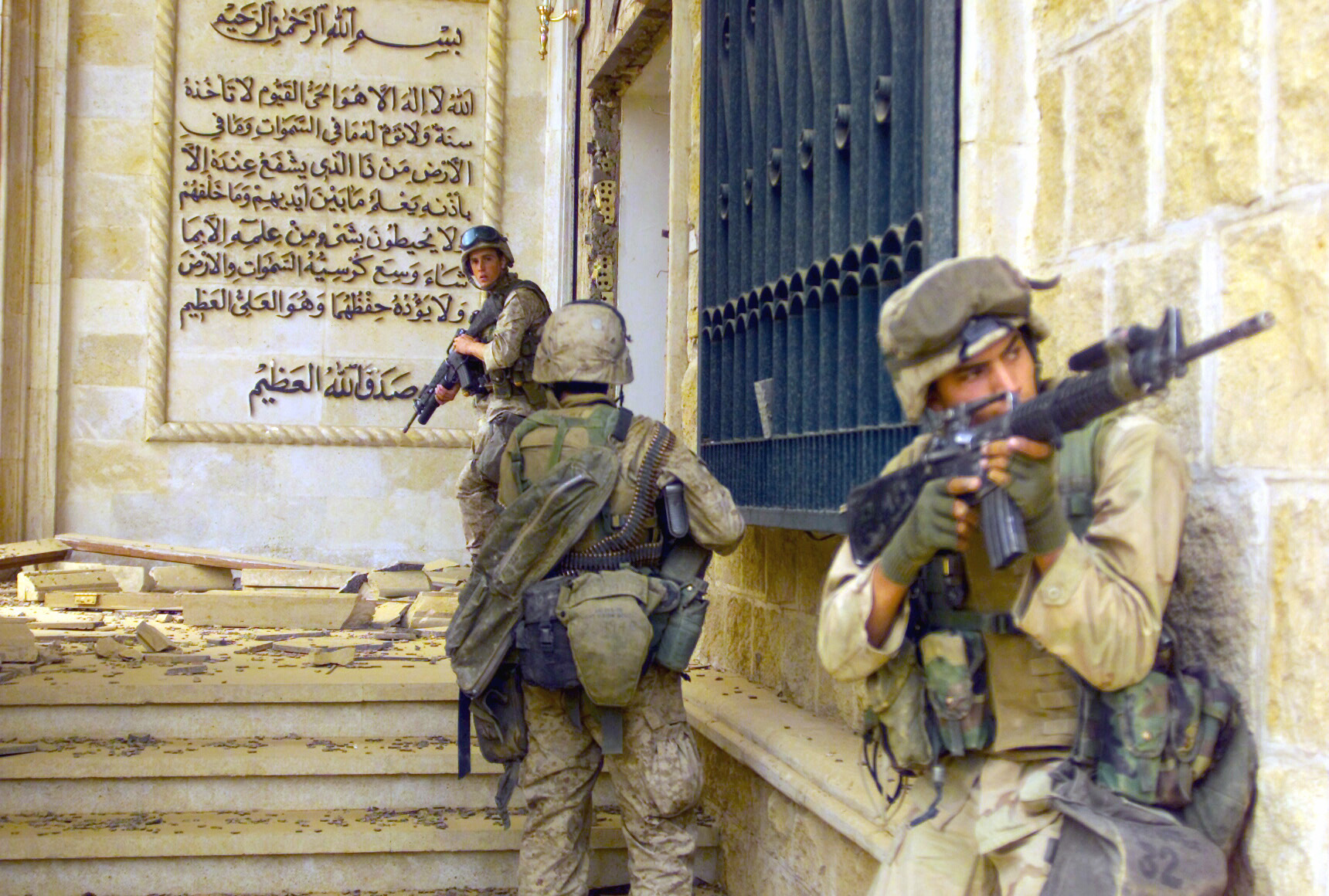
在巴格達海軍陸戰隊員正進入一間宮殿

海軍陸戰遠征軍（Marine Expeditionary Force）包括一個本部群，海軍陸戰師，陸戰飛行聯隊和海軍陸戰隊後勤團，由中將指揮。例如，在美國西海岸的第1海軍陸戰遠征軍（I MEF）由第1遠征軍本部群，第1海軍陸戰師，第3海軍陸戰航空聯隊和第1海軍陸戰後勤群所組成。特別的是當第1海軍陸戰遠征軍部署在沙漠盾牌及沙漠風暴行動中時，第1海軍陸戰遠征軍由第1及第2海軍陸戰師以及相當數量的陸戰航空單位及輔助單位所組成。第1海軍陸戰遠征軍（MEF）還部署在1992年12月索馬利亞的人道救濟工作，以及於2002年部署到科威特，在2003年入侵伊拉克。
- 第1海軍陸戰遠征軍位於加利福尼亞州彭德爾頓營[146]
- 第2海軍陸戰遠征軍位於北卡羅來納州勒瓊[147]
- 第3海軍陸戰遠征軍位於日本沖繩考特尼營（英语：Camp Courtney）[148]

### 海軍陸戰遠征旅（MEB）
海軍陸戰遠征旅（Marine Expeditionary Brigade）大於一個海軍陸戰遠征隊（MEU），但比海軍陸戰遠征軍（MEF）小。它是由一個加強步兵團，一個綜合陸戰隊航空大隊，及一個後勤支援團所組成，總共約有一萬四千五百名陸戰隊員。通常由少將或准將所指揮。
- 第1海軍陸戰遠征旅位於加利福尼亞州彭德爾頓[150]
- 第2海軍陸戰遠征旅位於北卡羅來納州勒瓊[151]
- 第3海軍陸戰遠征旅位於日本沖繩考特尼營[152]

### 海軍陸戰遠征隊（MEU）
海軍陸戰遠征隊（Marine Expeditionary Unit）是最小的空地特遣隊（MAGTF）。指揮機構為上校所領導的司令部，地面作戰部隊則是一支登陸營（BLT）包含有步兵營、坦克、火炮、工兵、兩棲突擊載具（AAV） 、輕型裝甲車（LAV）、及其他單位所組成。

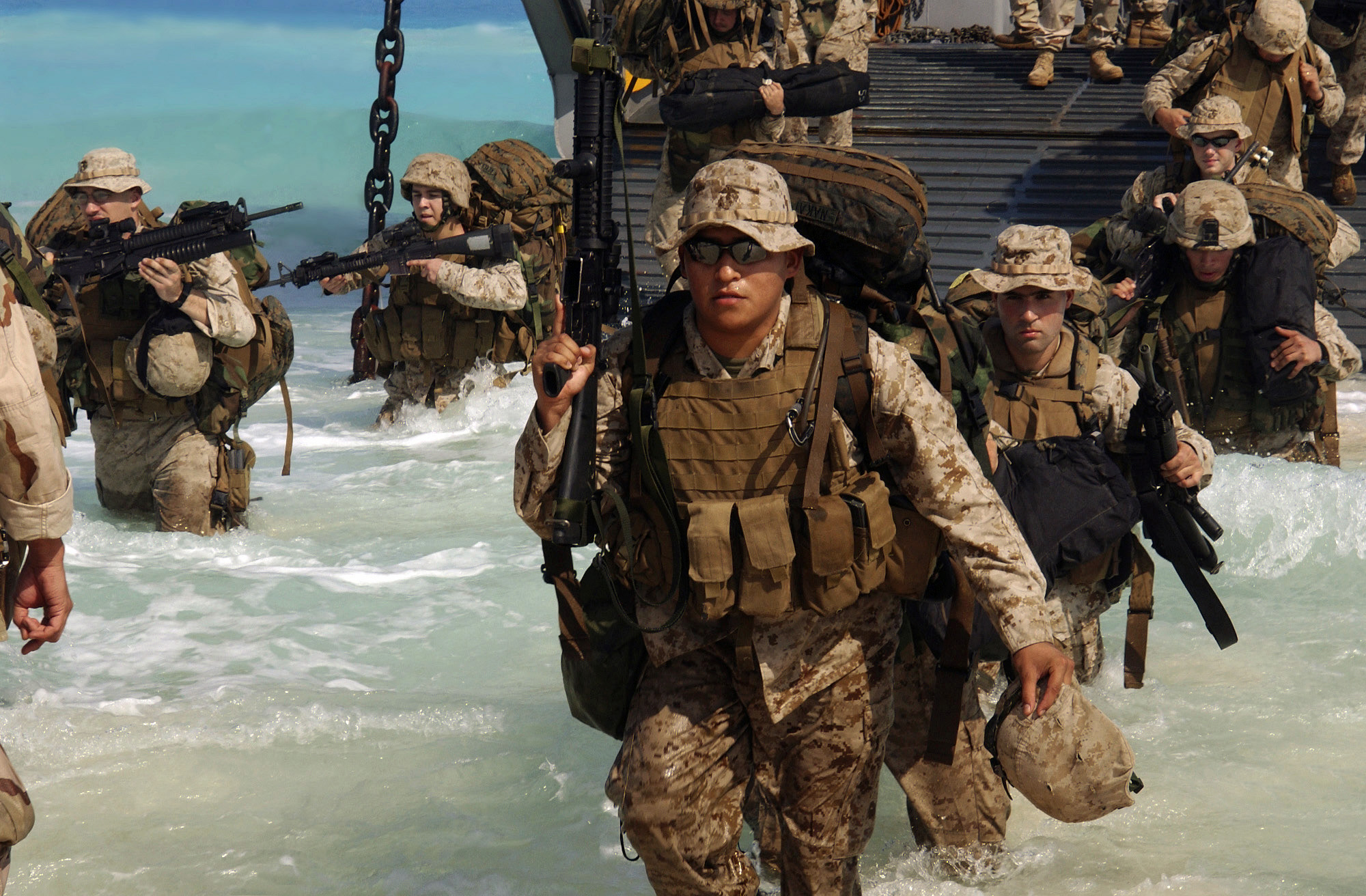
來自第13海軍陸戰遠征隊的海軍陸戰隊員

航空作戰部隊由一支包含固定翼及旋翼飛機的綜合飛行中隊，及空中交通管制及指揮分遣隊（ATC）所組成。後勤補給部隊由戰鬥後勤營所組成。
海軍陸戰遠征隊（MEU）可視情況需要額外增加裝甲、炮兵、或飛行單位，包括F/A-18“大黃蜂”和AV-8海鷂II式攻擊機中隊。
西海岸的海軍陸戰遠征隊（MEU）屬於第一海軍陸戰遠征軍（MEF），主要業務範圍包括西太平洋和印度洋（包括波斯灣）。
- 第11海軍陸戰遠征隊位於加利福尼亞州的彭德爾頓[154]
- 第13海軍陸戰遠征隊位於加利福尼亞州的彭德爾頓[155]
- 第15海軍陸戰遠征隊位於加利福尼亞州的彭德爾頓[156]

東海岸的海軍陸戰遠征隊（MEU）屬於第二海軍陸戰遠征軍（MEF），主要業務範圍包括大西洋和地中海
- 第22海軍陸戰遠征隊位於北卡羅來納州的勒瓊[157]
- 第24海軍陸戰遠征隊位於北卡羅來納州的勒瓊[158]
- 第26海軍陸戰遠征隊位於北卡羅來納州的勒瓊[159]

唯一保持前沿部署的海軍陸戰遠征隊（MEU），屬於第三海軍陸戰遠征軍（MEF），主要業務範圍在太平洋
- 第31海軍陸戰遠征隊位於日本沖繩[160]

### 整體結構
| 美國海軍陸戰隊      | 海軍陸戰隊司令部         | 海軍陸戰隊司令部         | 海軍陸戰隊司令部         | 海軍陸戰隊司令部    |
| 美國海軍陸戰隊      | 太平洋海軍陸戰隊司令部   | 太平洋海軍陸戰隊司令部   | 海軍陸戰隊部隊司令部     | 海軍陸戰隊預備部隊  |
| ------------------- | ------------------------ | ------------------------ | ------------------------ | ------------------- |
| 遠征軍              | 第1海軍陸戰遠征軍        | 第3海軍陸戰遠征軍        | 第2海軍陸戰遠征軍        |                     |
| 下屬單位            | 第1海軍陸戰遠征旅        | 第3海軍陸戰遠征旅        | 第2海軍陸戰遠征旅        |                     |
| 下屬單位            |                          |                          |                          |                     |
| 下屬單位            | 第11海軍陸戰遠征隊       | 第31海軍陸戰遠征隊       | 第22海軍陸戰遠征隊       |                     |
| 下屬單位            | 第13海軍陸戰遠征隊       |                          | 第24海軍陸戰遠征隊       |                     |
| 下屬單位            | 第15海軍陸戰遠征隊       |                          | 第26海軍陸戰遠征隊       |                     |
| 下屬單位            |                          | 海軍陸戰隊保安團         |                          |                     |
| 下屬單位            |                          |                          |                          |                     |
| 指揮機構（CE）      | 海軍陸戰第一遠征軍本部群 | 海軍陸戰第三遠征軍本部群 | 海軍陸戰第二遠征軍本部群 | 預備本部營          |
| 地面戰鬥部隊（GCE） | 第1海軍陸戰師            | 第3海軍陸戰師            | 第2海軍陸戰師            | 第4海軍陸戰師       |
| 航空作戰部隊（ACE） | 第3海軍陸戰航空聯隊      | 第1海軍陸戰航空聯隊      | 第2海軍陸戰航空聯隊      | 第4海軍陸戰航空聯隊 |
| 後勤支援部隊（LCE） | 第1海軍陸戰隊後勤群      | 第3海軍陸戰隊後勤群      | 第2海軍陸戰隊後勤群      | 第4海軍陸戰隊後勤群 |
| 特種部隊            | 第1海空火協連            | 第5海空火協連            | 第2海空火協連            | 第3海空火協連       |
| 特種部隊            |                          |                          | 生化事故反應部隊         | 第4海空火協連       |
| 特種部隊            | 第一偵察營               | 第二偵察營               | 第三偵察營               | 第四偵察營          |
| 特種部隊            | 武裝偵查連               | 武裝偵查連               | 武裝偵查連               | 第三武裝偵查連      |
| 特種部隊            |                          |                          | 奪回戰術部隊             | 第四武裝偵查連      |
| 特種部隊            |                          | 艦隊反恐安全小組         |                          |                     |

## 特種部隊的組成

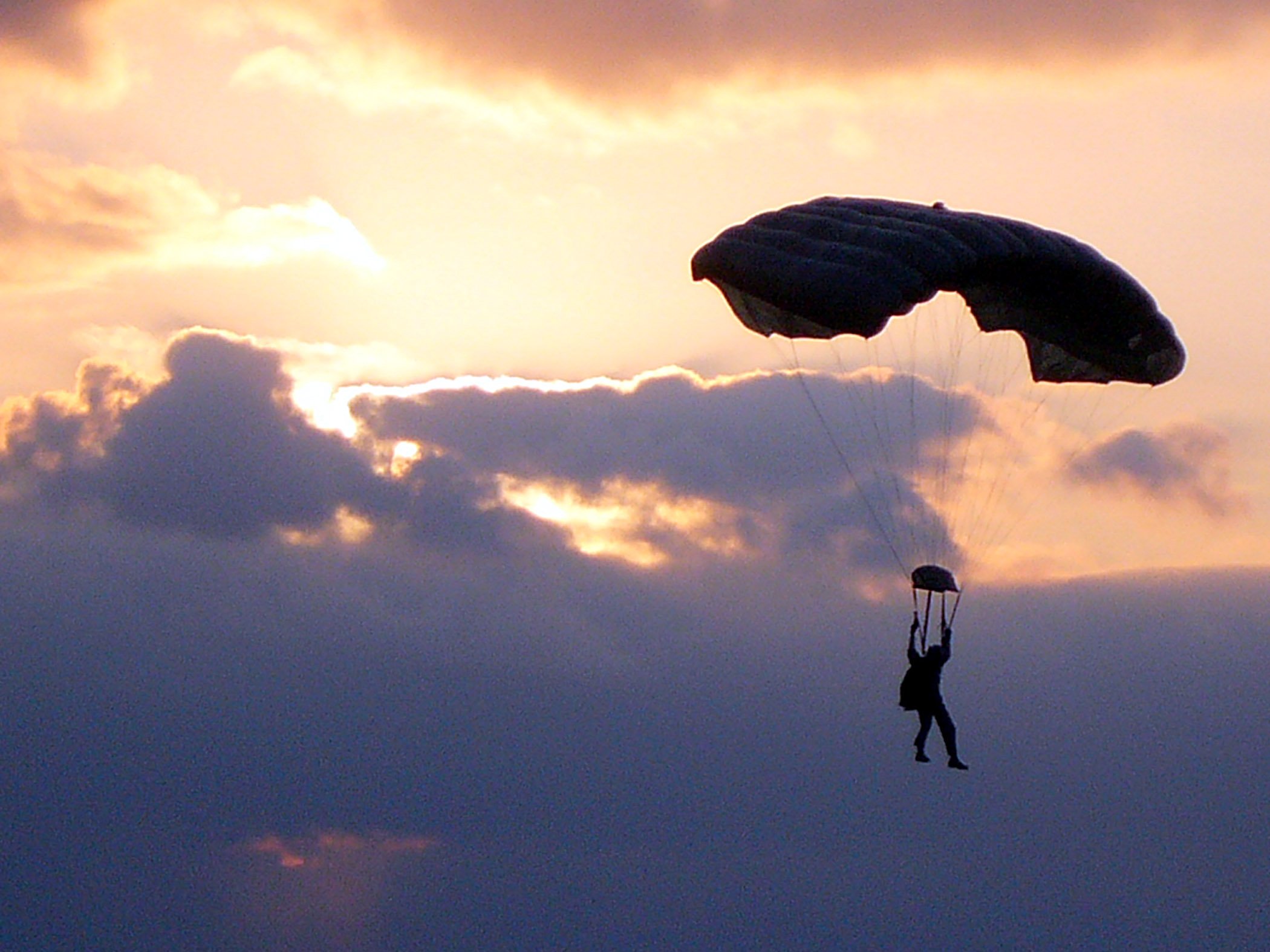
跳傘訓練

儘管海軍陸戰隊特種作戰的概念對美國特種作戰司令部（USSOCOM）的貢獻，被認為早於1980 USSOCOM創建時，但仍被認為海軍陸戰隊在抵制它。指揮官Paul X.表示一般看法認為海軍陸戰隊應當支持海軍陸戰隊，而且海軍陸戰隊不會資助無法幫助海軍陸戰隊作戰的特種作戰能力。然而海軍陸戰隊內部的抵抗逐漸消失之，因為海軍陸戰隊的領導者只能眼睜睜的看著其他特種部隊帶領初期的“持久自由”行動，而海軍陸戰隊第15和第16 MEU（遠征隊所屬特種單位Special Operations Capable）只能在場邊發呆。經過數年的發展，海軍陸戰隊在2005年10月答應提供2500名部隊給陸戰隊特種作戰司令部（MARSOC）
。

### 海軍陸戰隊特戰司令部

海軍陸戰隊特戰司令部徽章

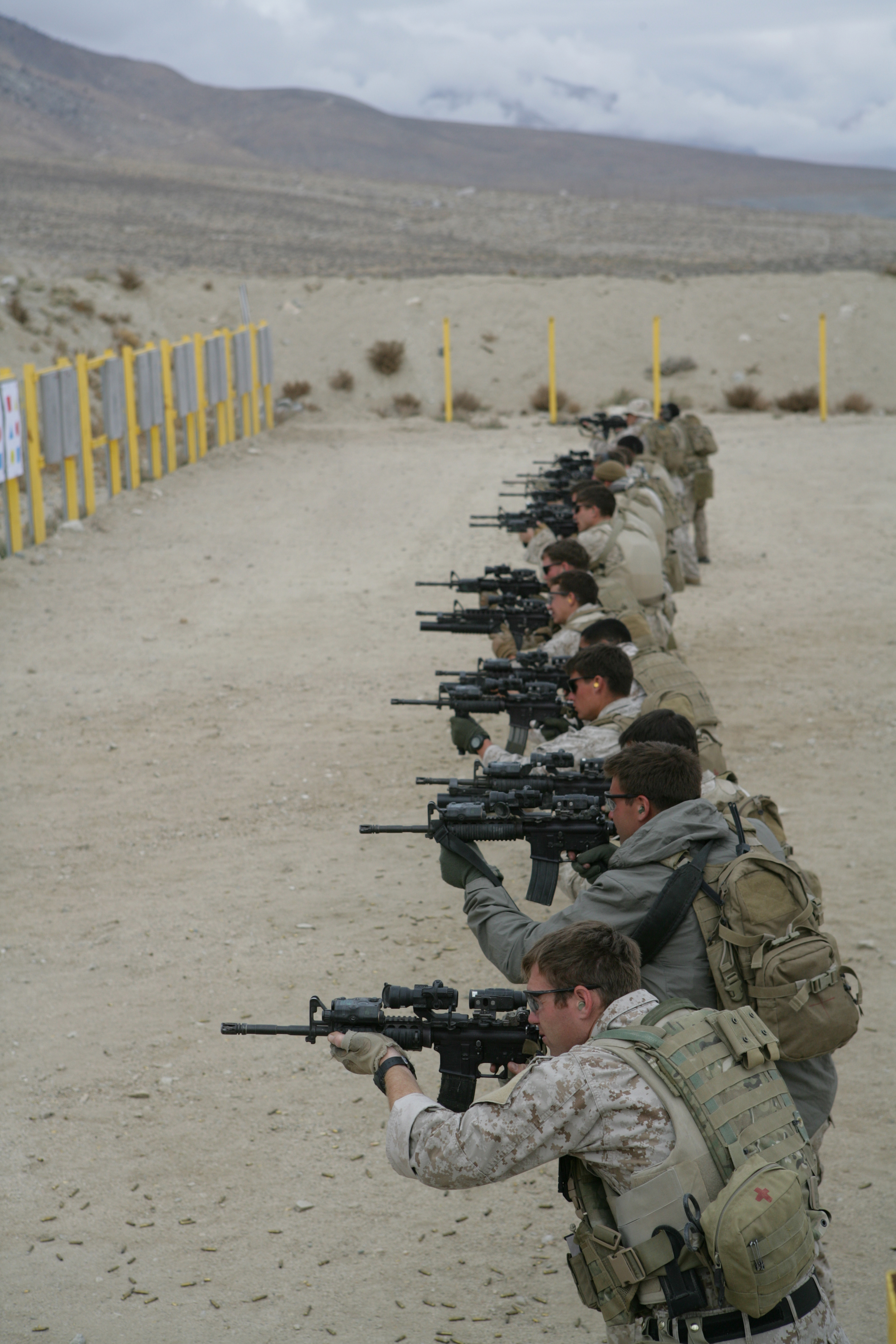
海軍陸戰隊員正在進行訓練

海軍陸戰隊特戰司令部（Marine Special Operations Command）是隸屬於美國特戰司令部（USSOCOM）底下。主要功能是直接行動（direct action），特種偵察（special reconnaissance），和外國內部防衛（Foreign internal defense）。也被要求進行反恐（counter-terrorism），資訊戰（information operations），和非常規戰爭（unconventional warfare）任務
。
海軍陸戰隊特戰司令部（MARSOC）的組織在2007年建立，包括大約2500名海軍陸戰隊員和海軍士兵，由少將指揮。MARSOC的基本單位是14人所組成的陸戰隊特別行動隊（MSOT），由上尉指揮。基地位於北卡羅來納州的勒瓊。
- 海軍陸戰隊突襲兵團（Marine Raider Regiment）：隊部連及三個海軍陸戰隊突襲兵營（MRB）所組成，負責直接行動（direct action），特種偵察（special reconnaissance），反恐（counter-terrorism），資訊戰（information operations）等任務，每個突襲兵營（MRB）包含四個突襲兵連（MRC），每連包含四個陸戰隊特別行動隊（MRT），可以獨立運作或是成為一個更大的單位的其中一部份[173][174]。
  - 火力小組（fireteam）是海軍陸戰隊特戰營的基礎，包含了四位成員：領隊／擲彈兵，機槍手，助理機槍手，步槍兵。
  - 海軍陸戰隊突襲兵小隊（MRT）是由三個火力小組所，再加上領導者（上尉擔任），無線電兵，海軍醫務兵（Corpsman）所組成。
  - 海軍陸戰隊突襲兵連（MRC）由四個突襲兵小隊（MRT）加上領導者（少校擔任）。
  - 海軍陸戰隊突襲兵營（MRB）由五個突襲兵連（MRC）加上領導者（中校擔任）。

第一海軍陸戰隊突襲兵營位於加利福尼亞州的彭德爾頓[175]。
第二海軍陸戰隊突襲兵營位於北卡羅來納州的勒瓊[176]。
第三海軍陸戰隊突襲兵營位於北卡羅來納州的勒瓊[177]。
- 海軍陸戰隊突襲兵支援群（Marine Raider Support Group，MRSG）：擁有四百名成員，負責火力支援、通信、情報、後勤，位於北卡羅來納州的勒瓊[178][179][180]。
  - 海軍陸戰隊突襲兵支援大隊（Marine Raider Support Battalion，MRSB）：負責支援第一海軍陸戰隊特戰營，位於加利福尼亞州的彭德爾頓[181]。
  - 海軍陸戰隊特種作戰後勤大隊（Marine Special Operations Logistics Battalion，MSOLB）：負責對海軍陸戰隊特戰司令部提供一般、後勤及戰鬥勤務支援，位於北卡羅來納州的勒瓊[182]。
  - 海軍陸戰隊突襲兵戰鬥支援大隊（Marine Raider Support Battalion，MRSB）：位於北卡羅來納州的勒瓊。
- 海軍陸戰隊特戰情報營（Marine Special Operations Intelligence Battalion）：負責提供情報支援，位於北卡羅來納州的勒瓊[183][184]。
- 海軍陸戰隊特戰學校（Marine Special Operations School）：負責為海軍陸戰隊特戰司令部進行篩選，培訓，選拔，評估和發展的任務，位於北卡羅來納州的勒瓊[171][185][186]。

### 海軍陸戰隊特種作戰能力部隊
美國海軍陸戰隊特種作戰能力部隊（United States Marine Corps Special Operations Capable Forces）是隸屬於海軍陸戰隊底下，且裝備齊全，能隨時應付敵對勢力及全球各地的緊急事件。他們能與空地特遣隊合作，在常規戰爭中進行特戰任務。許多特殊任務大多是有關於步兵支援，如偵察，協調火力支援和其他。
- 海空火協連（Air Naval Gunfire Liaison Company）：海空火協連簡稱為ANGLICO，是海軍陸戰隊的小型單位，為美軍及其他盟邦提供炮兵、海軍火炮及近接空中支援的連絡及指引。專門從事前進觀測，聯合終端攻擊控制和前進空中管制[188]。目前有三個現役及兩個預備單位。
  -  第一海空火協連隸屬於第1海軍陸戰遠征軍
  -  第二海空火協連隸屬於第2海軍陸戰遠征軍
  -  第三海空火協連隸屬於海軍陸戰隊預備部隊
  -  第四海空火協連隸屬於海軍陸戰隊預備部隊
  -  第五海空火協連隸屬於第3海軍陸戰遠征軍

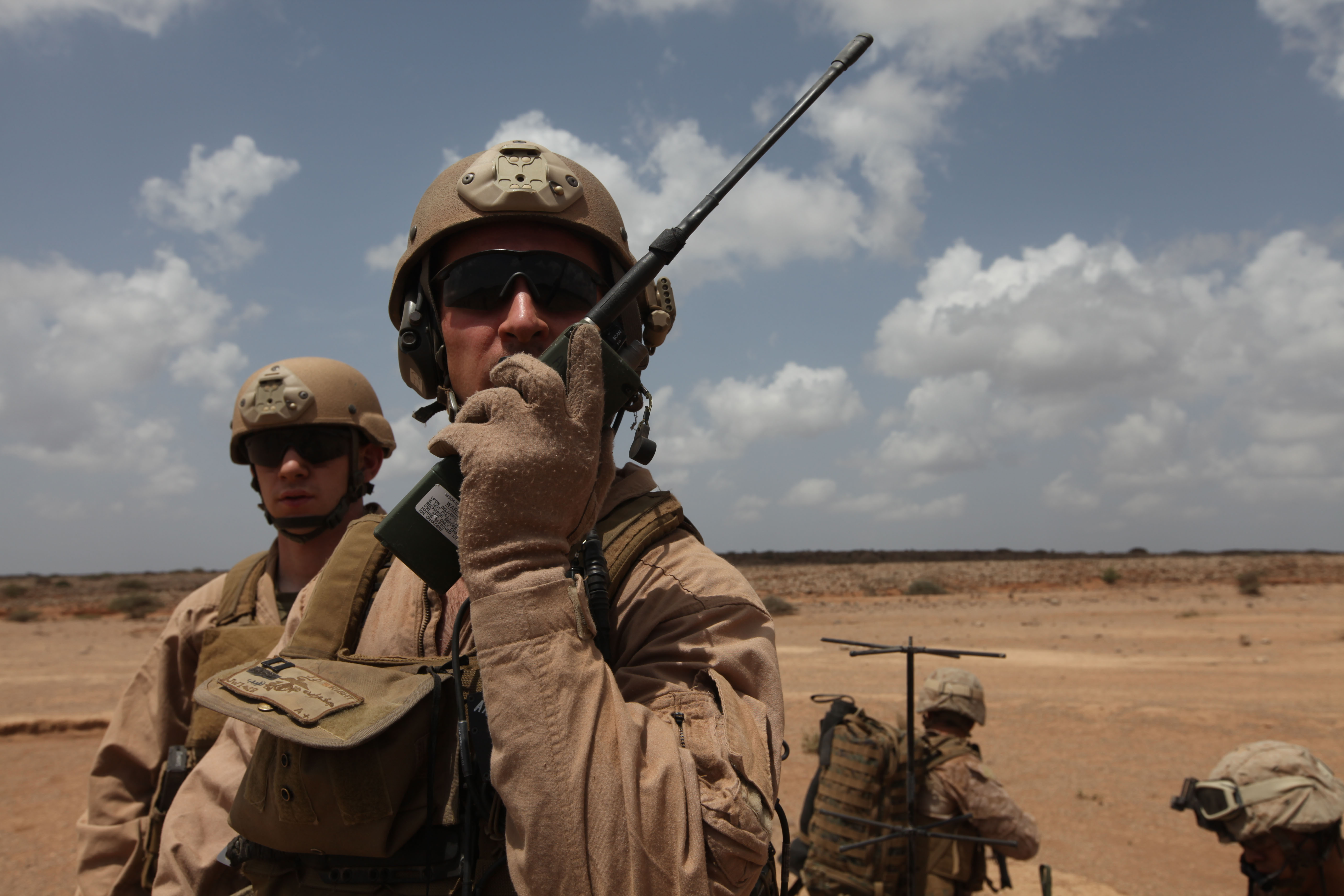
第26海軍陸戰遠征隊底下的海空火協連
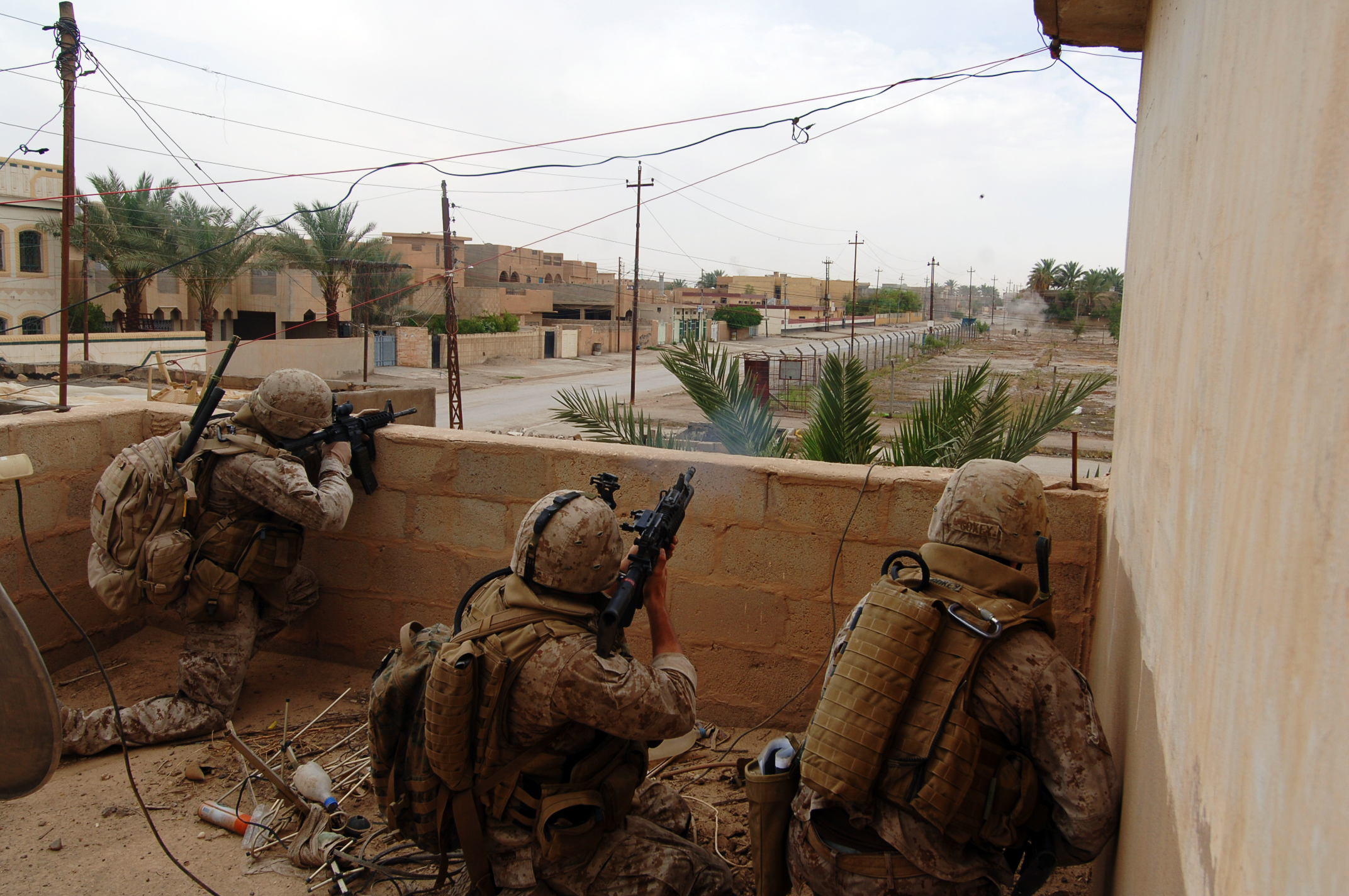
第二海空火協連在伊拉克自由行動
海空火協連士兵被分配到格魯吉亞聯絡小組，來協助格魯吉亞士兵
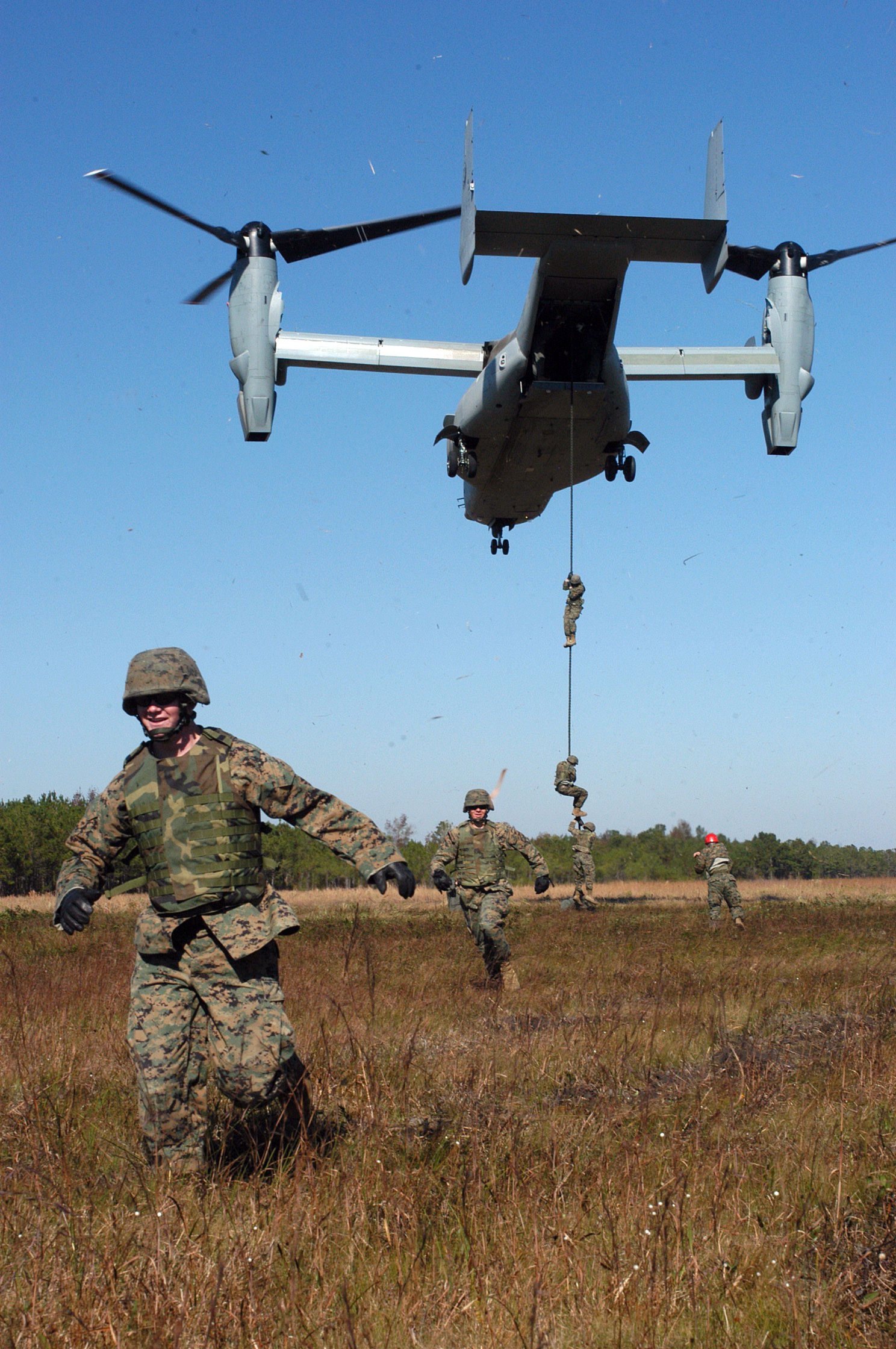
海空火協連成員從MV-22繩降落地

- 生化事故反應部隊（Chemical Biological Incident Response Force）：1996年4月4日成立，隸屬於第2海軍陸戰遠征軍，駐紮於馬里蘭州的Indian Head。生化事故反應部隊是一支快速反應部隊，能夠快速的部署到作戰指揮官底下，或美國國務院的使館和設施。美國政府亦會派其前往任何受到生物、化學、核放射線影響的世界各地。2011年3月31日，被派往日本，協助當地處理福島核災危機。[189]這支部隊擁有完整的體系、裝備足以滿足任務的需求，能提供並協調最初的救災工作，安全，檢測，鑑定，醫學專家的意見，和有限的人員和設備去污[190][191]，生化事故反應部隊由5個元素所組成[192]。

1. 偵察：負責檢測事故現場的位置
2. 去污：對於暴露於任何化學或生物污染的人員或設備進行沖洗、消毒等
3. 醫療：針對去污過後的傷患進行檢傷分類
4. 安全：當部隊作業時，保護事故現場安全
5. 支援：提供飲水、食物、及安全處所等來支持生化事故反應部隊

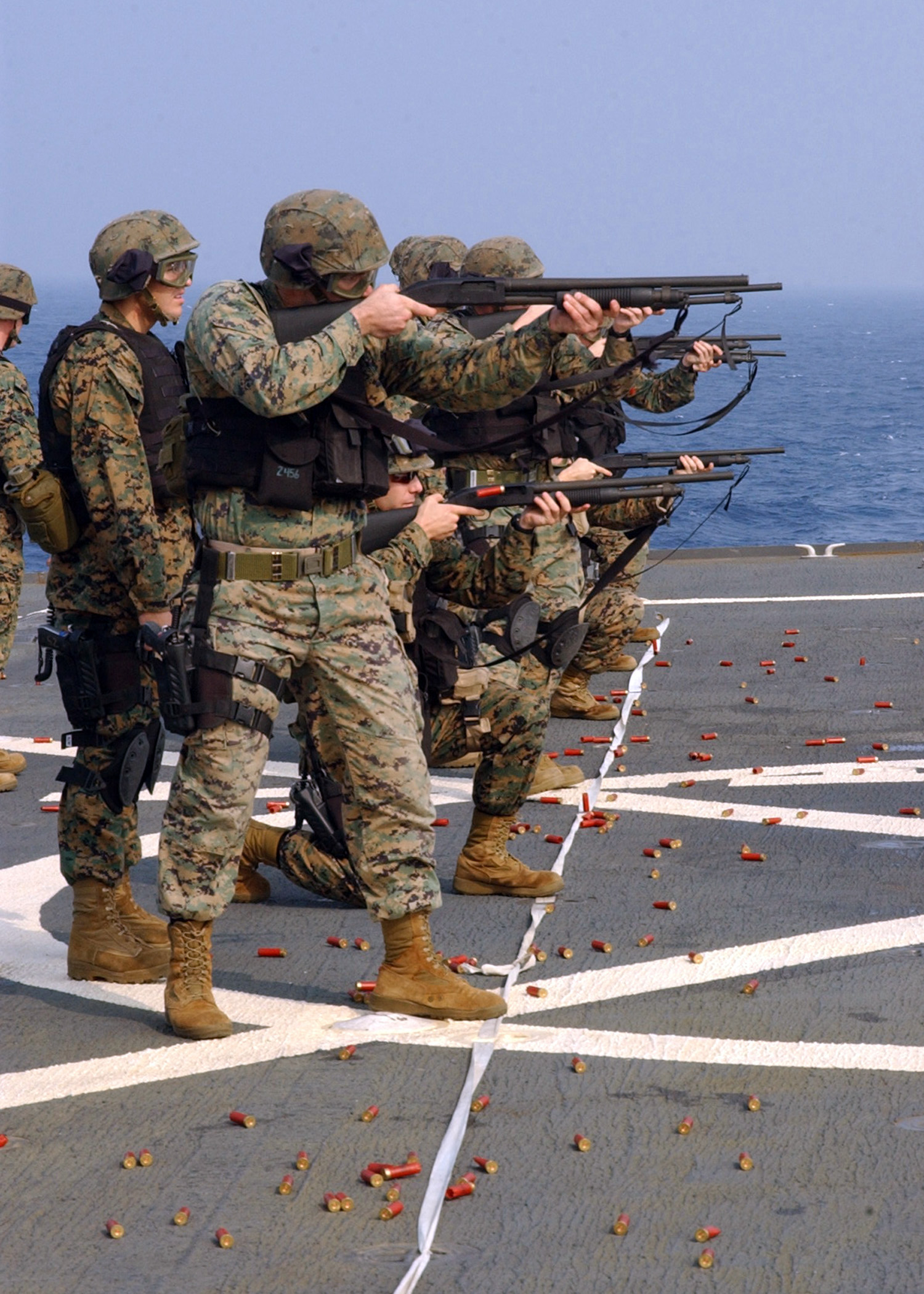
艦隊反恐安全小組登上藍嶺號兩棲登陸指揮艦並在艦尾直升機坪進行訓練

- 艦隊反恐安全小組（英语：Fleet Antiterrorism Security Team）（Fleet Anti-terrorism Security Team）艦隊反恐安全小組登上藍嶺號兩棲登陸指揮艦並在艦尾直升機坪進行訓練：艦隊反恐安全小組成立於1987年，用於保護重要的海軍或政府設施。前沿部署於全球各地，能針對各種突發事故加以反應處理，目前約有500名成員。於當地的警衛部隊無法應付所遭到的威脅時，艦隊反恐安全小組將就會被派往改善並提升該處的安全，但並非永久駐紮於此。艦隊反恐安全小組主要任務是防禦作戰（defensive combat operations）、軍事安全業務（military security operations）及後方安全業務（rear area security operations）[193][194]。艦隊反恐安全小組區分成三個任務區域。
  - 負責歐洲的艦隊反恐安全小組位於西班牙的羅塔海軍基地
  - 負責太平洋區域的艦隊反恐安全小組位於日本的橫須賀和古巴的關塔那摩灣
  - 中央艦隊反恐安全小組位於巴林的麥納麥

2012年9月12日，在美國駐利比亞班加西領事館11日晚間遭暴徒攻擊，大使克里斯多夫·史蒂文斯和另外3名外交官員遇害後，海軍陸戰隊已經派出1支艦隊反恐安全小組（FAST）到利比亞，以保護美國人民及設施在利比亞當地的安全。
- 奪回戰術部隊（Recapture Tactics Team（英语：Marine Corps Security Force Regiment#Recapture Tactics Team））
- 美國海軍陸戰隊偵察營（United States Marine Corps Reconnaissance Battalions）
- 美國海軍陸戰隊武裝偵察部隊（United States Marine Corps Force Reconnaissance）[196][197][198]海軍陸戰隊底下的特種作戰單位，主要目的是蒐集情報以支持海軍陸戰隊作戰。其中第一和第二武裝偵查連被吸收進入海軍陸戰隊特戰司令部，成為第一和第二海軍陸戰隊特戰團構成的基礎[167]。武裝偵查連任務區分成綠色行動和黑色行動兩類。兩棲偵察（amphibious reconnaissance），以及敵後偵查（deep reconnaissance），被稱為綠色行動。而直接行動（direct action），海上攔截及反海盜（maritime interdiction），登船搜索與逮捕（visit board search and seizure，VBSS），被稱為黑色行動。
  - 武裝偵查連（FORCE RECON COMPANY）隸屬於第一海軍陸戰師的第一偵察營[199]
  - 武裝偵查連（FORCE RECON COMPANY）隸屬於第二海軍陸戰師的第二偵察營[200]
  - 武裝偵查連（FORCE RECON COMPANY）隸屬於第三海軍陸戰師的第三偵察營
  - 第三武裝偵查連（3RD FORCE RECONNAISSANCE COMPANY）隸屬於第四海軍陸戰師[96]
  - 第四武裝偵查連（ 4TH FORCE RECONNAISSANCE COMPANY）隸屬於第四海軍陸戰師[201]
- 海上特殊目的部隊（Maritime Special Purpose Force）[202][203][204]海軍陸戰遠征隊特種作戰能力（MEU（SOC））下的專業單位，屬於特殊任務編組非常駐單位，成員由武裝偵察連、偵察營、營級登陸部隊的人員所組成，主要任務為執行登船臨檢（VBSS），具備與美國特種作戰司令部旗下部隊協同執行任務的能力，常配合配屬在兩棲待命支隊（英语：Amphibious ready group）底下的海軍特種作戰特遣區隊（Naval Special Warfare Task Unit）執行任務。在2013年到2023年期間改稱為海上突襲部隊（Maritime Raid Force），然而在2023年6月，第26陸戰遠征隊又重新採用了海上特殊目的部隊的稱呼，現第二遠征軍旗下的遠征隊都已全部改回海上特殊目的部隊。

## 預備部隊
海軍陸戰隊預備部隊（United States Marine Corps Reserve）是美國海軍陸戰隊的後備部隊，在2005年1月擁有約98000名預備陸戰隊員和分散美國各地的185處訓練中心，其中約40000名被選陸戰隊預備役，以及58000名個人準備預備役。海軍陸戰隊預備部隊的任務是增加並強化美國海軍陸戰隊，來面對戰爭、國家緊急事務、及突發狀況等。
海軍陸戰隊預備部隊的成員區分成兩類。第一類是被選陸戰隊預備役（Selected Marine Corps Reserve），屬於預備役單位，並且每個月需要一個週末，每年需要兩個星期來進行訓練。第二類是單兵儲備預備役（Individual Ready Reserve），是由已經完成海軍陸戰隊任務或義務的陸戰隊員所組成。人事名冊上仍然記載他們相關資料，當發生戰爭或緊急事務時，會被再次徵召。個人準備預備役的相關行政管理是由海軍陸戰隊動員司令部（Marine Corps Mobilization Command）所負責，個人準備預備役須參加每年一次的陸戰隊召集活動。海軍陸戰隊後備部隊的裝備和訓練是比照一般海軍陸戰隊的標準。

### 單位
- 地面戰鬥部隊：第4陸戰師[208]
- 航空作戰部隊：第4飛行聯隊[209]
- 後勤支援：第4海軍陸戰隊後勤群[144]
- 指揮機構：本部營（Headquarters Battalion）[210]
- 本部群（Force Headquarters Group）[211]
  - 第4執法大隊（4th Law Enforcement Battalion）
  - 第3民政事務群
  - 第4民政事務群
  - 情報支援營
  - 單兵儲備預備役支援隊（MC Individual Reserve Support Activity）
  - 第6通信營
  - 第3海空火協連
  - 第4海空火協連